# Tintin au Tibet
Vous lisez un « article de qualité » labellisé en 2024.
Cet article concerne la bande dessinée. Pour son adaptation en jeu vidéo, voir Tintin au Tibet (jeu vidéo).
Tintin au Tibet est le vingtième album de la série de bande dessinée Les Aventures de Tintin, créée par le dessinateur belge Hergé. L'histoire est d'abord prépubliée du 17 septembre 1958 au 25 novembre 1959 dans les pages du journal Tintin avant d'être éditée en album de soixante-deux planches aux éditions Casterman.
Il est généralement considéré comme l'album le plus personnel d'Hergé, qui, de son propre aveu, le jugeait comme son travail le plus réussi. S'il évoque l'Himalaya et ses dangers, les traditions tibétaines en matière de religion ou l'existence du yéti, Tintin au Tibet est avant tout marqué par une dimension philosophique et spirituelle inégalée dans la série. Album apolitique, il est aussi la première aventure de Tintin dans laquelle les armes à feu sont absentes. Habitué aux enquêtes policières, le héros est cette fois plongé dans une aventure désespérée qui prend des allures de quête du Bien. Alors que l'avion qui transporte son ami Tchang s'écrase dans le massif du Gosainthan, Tintin est le seul à le croire vivant en dépit des apparences, et se montre prêt à risquer sa propre vie pour sauver celle de son ami, entraînant avec lui le capitaine Haddock, d'abord réticent. L'appel de Tchang, que Tintin reçoit en rêve, est ressenti comme un irrépressible appel au devoir qui permet au héros de s'accomplir lui-même en faisant le bien.
Au moment de la naissance de cette nouvelle aventure, Hergé est plongé dans une profonde dépression doublée d'une crise morale qui affecte son travail et inhibe son énergie créatrice. L'achèvement du récit agit sur lui comme une thérapie et fait figure d'« instantané autobiographique du créateur au tournant de son existence », selon les mots de son biographe Pierre Assouline.
La présence de nombreux phénomènes paranormaux dans cet album témoigne de l'intérêt profond de l'auteur pour ce domaine. Développé de manière progressive tout au long du récit, le paranormal s'affirme à la fin de l'album à travers les épisodes de lévitation d'un moine tibétain, et plus encore par la rencontre du yéti. Cette insertion progressive confère à l'album les caractéristiques du récit initiatique : à l'image du capitaine Haddock, foncièrement rationnel et sceptique, mais qui finit par reconnaître l'existence de ces phénomènes, le lecteur est invité à ajuster sa conception de la réalité. Par son isolement et son inaccessibilité, le Tibet revêt l'apparence d'un lieu mystique, propre à l'initiation.
Tout en faisant de son album une œuvre teintée de spiritualité, Hergé ne lui conserve pas moins son caractère humoristique, essentiellement porté par le capitaine Haddock qui, par son impulsivité et sa propension à s'exposer au danger, est une source inépuisable d'effets comiques. L'album se démarque enfin par la figure du yéti, qu'Hergé s'attache à présenter comme un être sensible, suivant en cela les conseils de son ami cryptozoologue Bernard Heuvelmans et s'inscrivant à contre-courant de la pensée de son époque.
Malgré l'absence d'allusion au contexte politique dans le récit, Tintin au Tibet devient un emblème de la cause tibétaine au tournant des années 1990, dans la mesure où il contribue à faire connaître ce territoire et ses traditions au grand public. À ce titre, le dalaï-lama décerne le prix Lumière de la vérité à la fondation Hergé en 2006.

## L'histoire

### Résumé

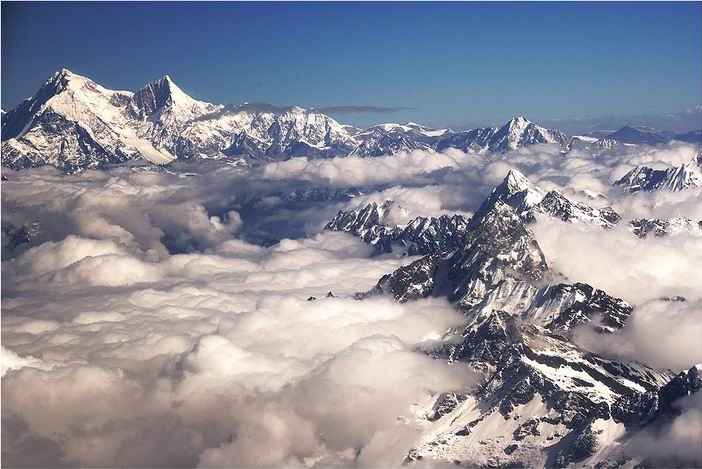
Le massif du Gosainthan dans l'Himalaya, lieu de l'accident d'avion.

En vacances à Vargèse dans les Alpes avec le capitaine Haddock et le professeur Tournesol, Tintin apprend dans le journal qu'une catastrophe aérienne s'est produite au Népal. Le soir même, lors d'une partie d'échecs avec le capitaine, il s'assoupit et fait un cauchemar dans lequel son ami Tchang, enseveli dans la neige, implore son aide. Le lendemain, il reçoit une lettre de ce même Tchang qui lui annonce son prochain séjour en Europe, mais la lecture du journal du matin lui apprend que son ami figure parmi les victimes du crash aérien. Tintin refuse de croire à la mort de Tchang et décide de rejoindre le Népal pour lui porter secours. Le capitaine Haddock tente d'abord de l'en dissuader, mais finit par l'accompagner.
Après une escale à New Delhi, les deux héros atterrissent à Katmandou. L'oncle et le cousin de Tchang leur présentent Tharkey, un sherpa népalais qui s'est déjà rendu sur le lieu de l'accident et qui accepte de les y conduire, grâce à l'insistance du capitaine. L'expédition se met en route mais les incidents sont nombreux : d'abord le capitaine manque de tomber à l'eau, puis Milou qui a ingurgité du whisky échappe de peu à la noyade. Enfin les porteurs, effrayés par les cris puis les traces du yéti dans la neige, s'enfuient.

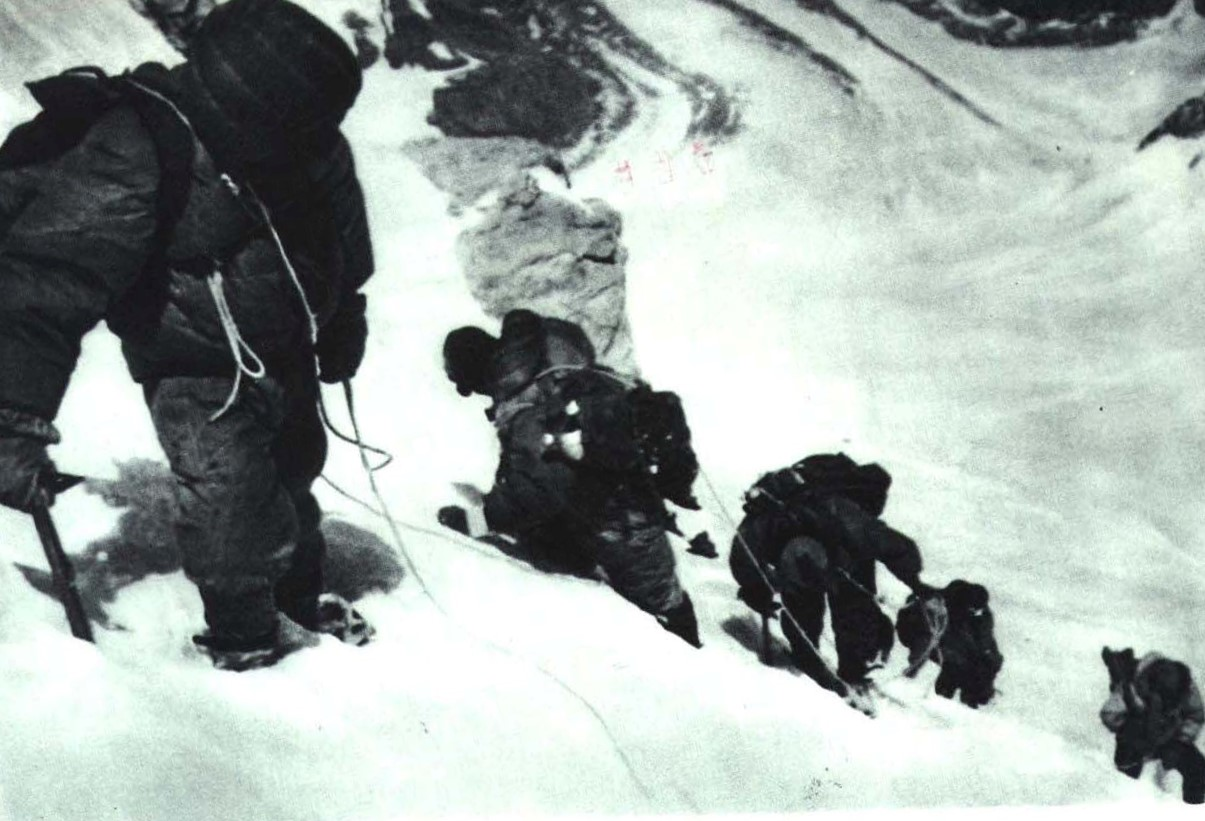
Une équipe d'alpinistes chinois dans le Gosainthan en 1964.

Tintin, le capitaine et Tharkey poursuivent seuls leur route et atteignent le lieu de l'accident. Près de l'épave de l'avion, le héros tient la preuve que son ami a survécu en découvrant dans une grotte une pierre sur laquelle Tchang a gravé son nom. En voulant regagner l'épave, il est surpris par une tempête de neige et aperçoit une silhouette qu'il croit être celle du capitaine, avant de tomber dans une crevasse. Il en réchappe finalement et, convaincu par Tharkey qu'il semble impossible de retrouver Tchang dans cette immensité de neige, il se résigne une première fois à abandonner les recherches.
Toutefois, au moment d'entamer la descente, Tintin aperçoit une écharpe jaune accrochée à une paroi rocheuse et convainc le capitaine de suivre cette nouvelle piste. Tharkey choisit d'abord de redescendre seul mais fait demi-tour pour ne pas faire preuve de lâcheté. Son retour est providentiel car il sauve Tintin et Haddock, en mauvaise posture dans l'ascension d'une paroi rocheuse.

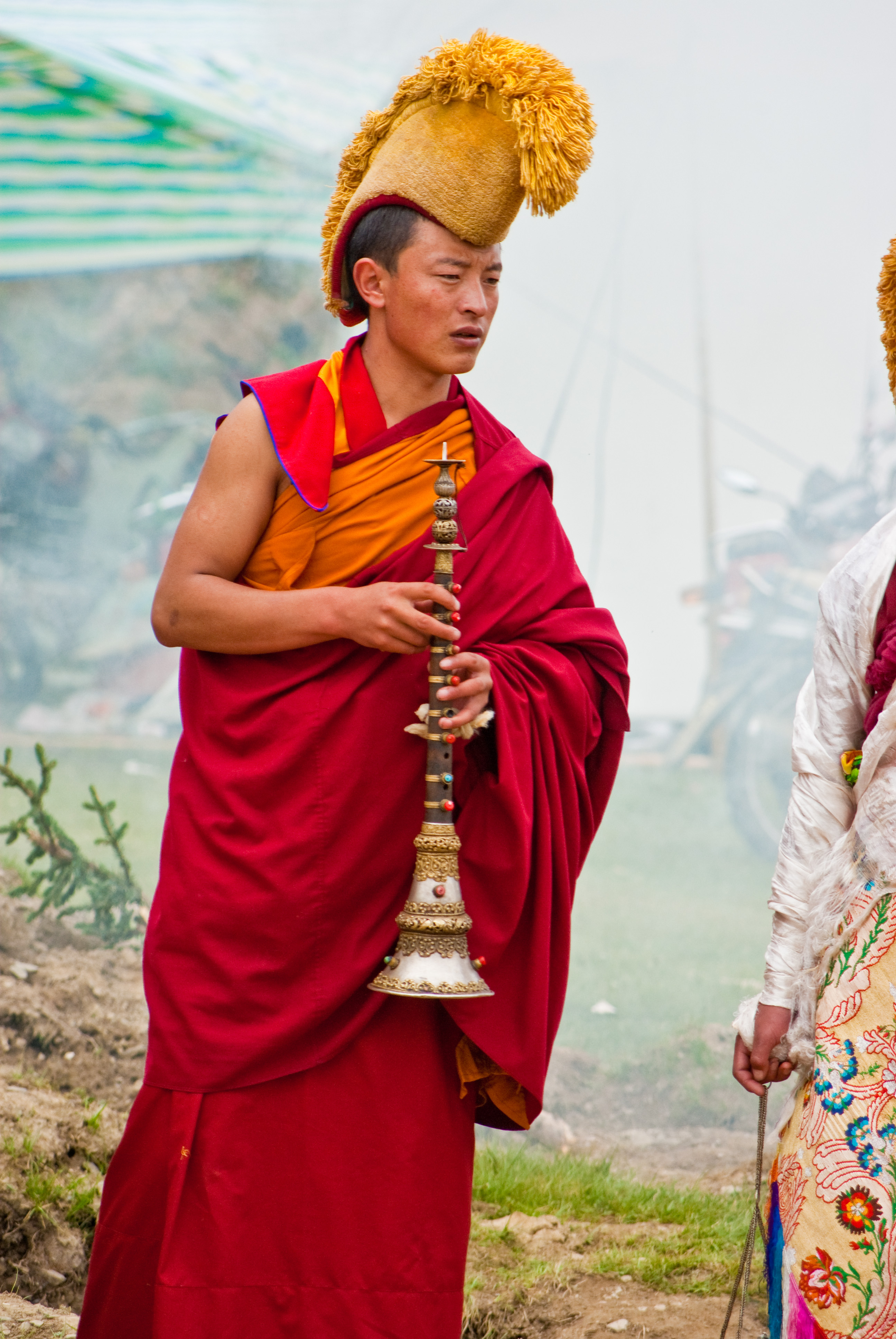
Un moine tibétain similaire à ceux représentés dans l'album.

Trois jours plus tard, les trois hommes arrivent en vue d'un monastère mais sont victimes d'une avalanche. Secourus par les moines, ils s'apprêtent à regagner la vallée quand Foudre Bénie, l'un des moines, a la vision de Tchang retenu prisonnier par le yéti dans une grotte située sur une montagne appelée le « Museau du Yack ».
Tintin décide de s'y rendre, rejoint par le capitaine, tandis que Tharkey, blessé, repart vers Katmandou. Après trois jours d'attente et d'observation devant l'entrée de la grotte, Tintin profite de l'absence du yéti pour y pénétrer et sauver son ami. Ce dernier explique avoir été bien traité par le yéti, qui s'est avéré capable de compassion pour un être humain dont il souhaitait s'attacher la présence. Tandis que Tchang est reconduit vers le monastère, dont les moines vont en procession solennelle à la rencontre des héros, le yéti observe de loin le départ du jeune garçon qu'il avait adopté.

### Lieux visités
L'histoire débute à Vargèse, une station fictive de Haute-Savoie que Hergé avait inventée pour les besoins de La Vallée des Cobras, son cinquième et dernier tome de la série Jo, Zette et Jocko.
Tintin, le capitaine Haddock et le professeur Tournesol y passent leurs vacances et logent à l'Hôtel des Sommets, mais seul Tintin pratique la randonnée en montagne. Avant d'atteindre le Népal, Tintin et Haddock font escale en Inde, à Delhi. Ils y passent quelques heures et en découvrent quelques monuments emblématiques, comme le Qûtb Minâr et le fort Rouge. Tintin évoque ensuite la mosquée de Jama Masjid et le Raj Ghat, le monument dédié à la mémoire du Mahatma Gandhi, mais les deux aventuriers ne peuvent les visiter de peur de manquer leur vol,.

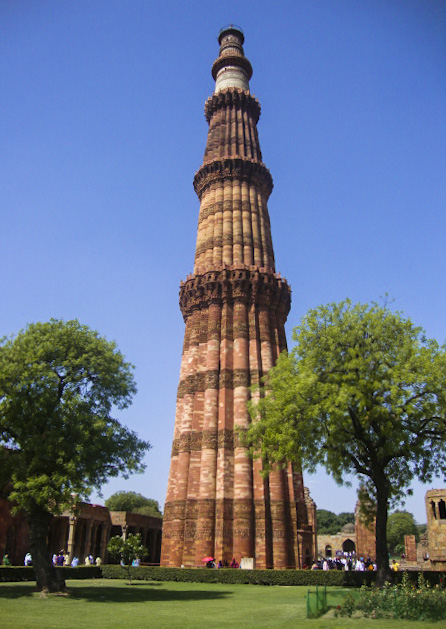
Le Qûtb Minâr.
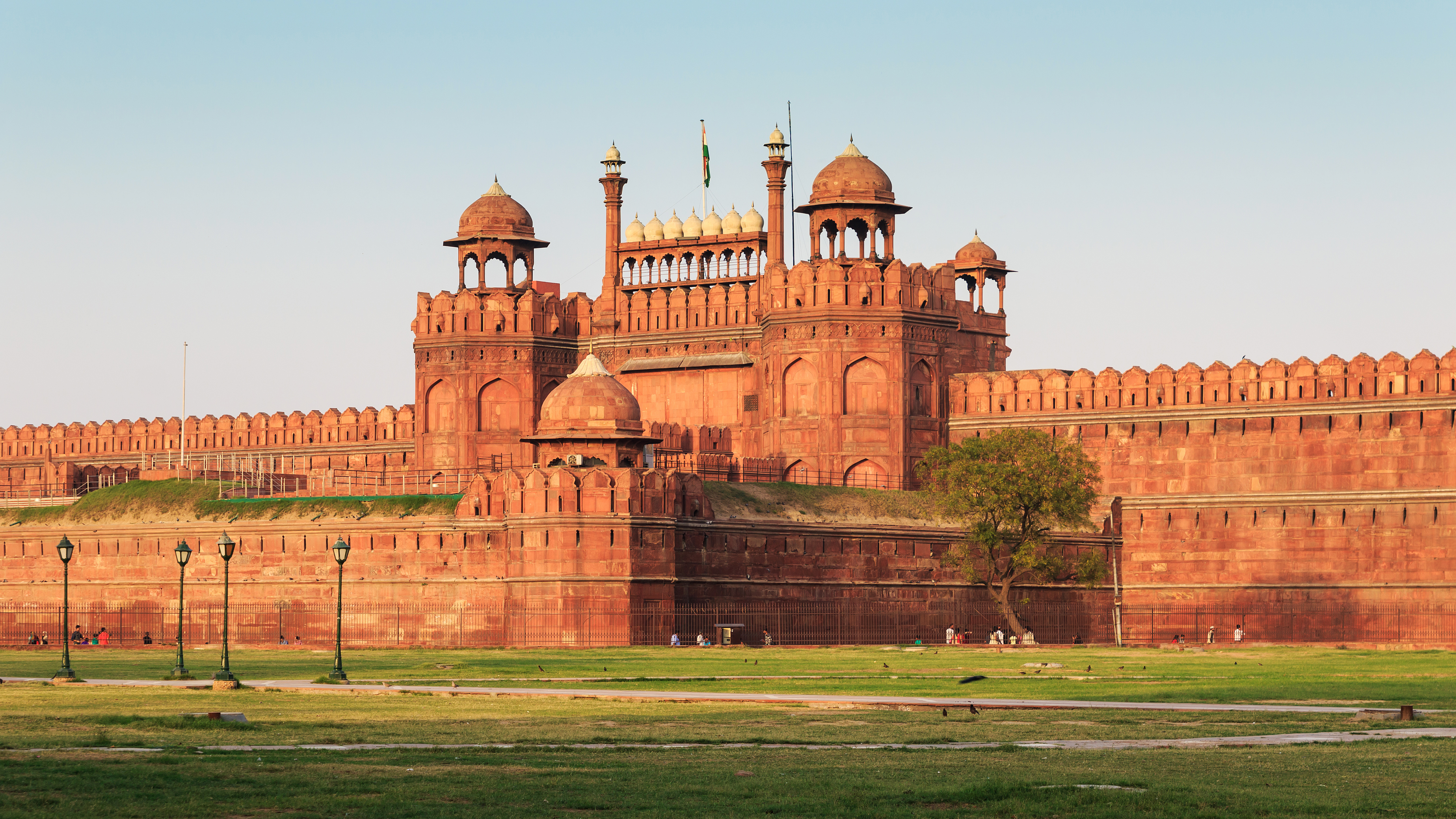
Le fort Rouge de Delhi.
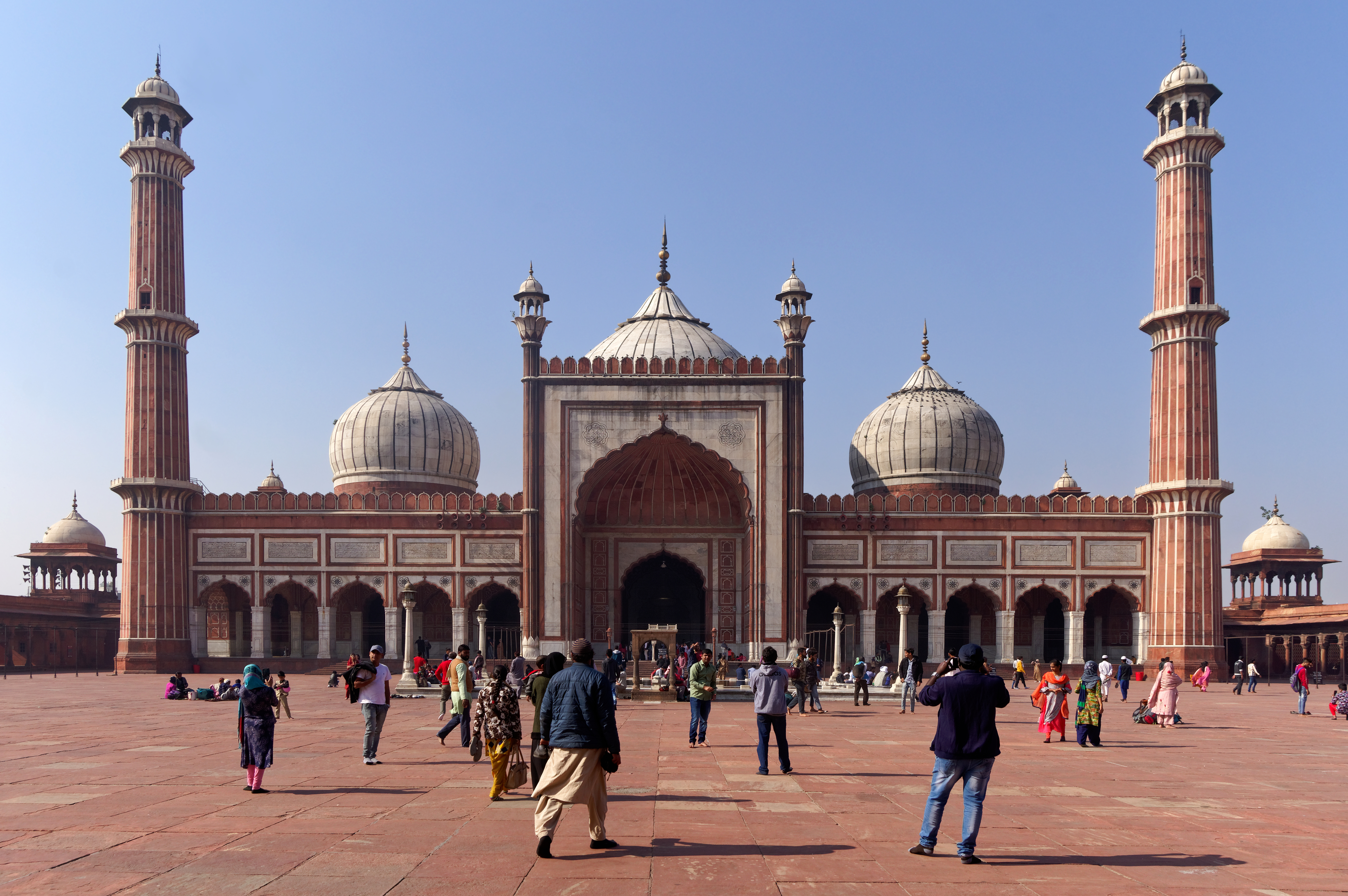
La mosquée de Jama Masjid.
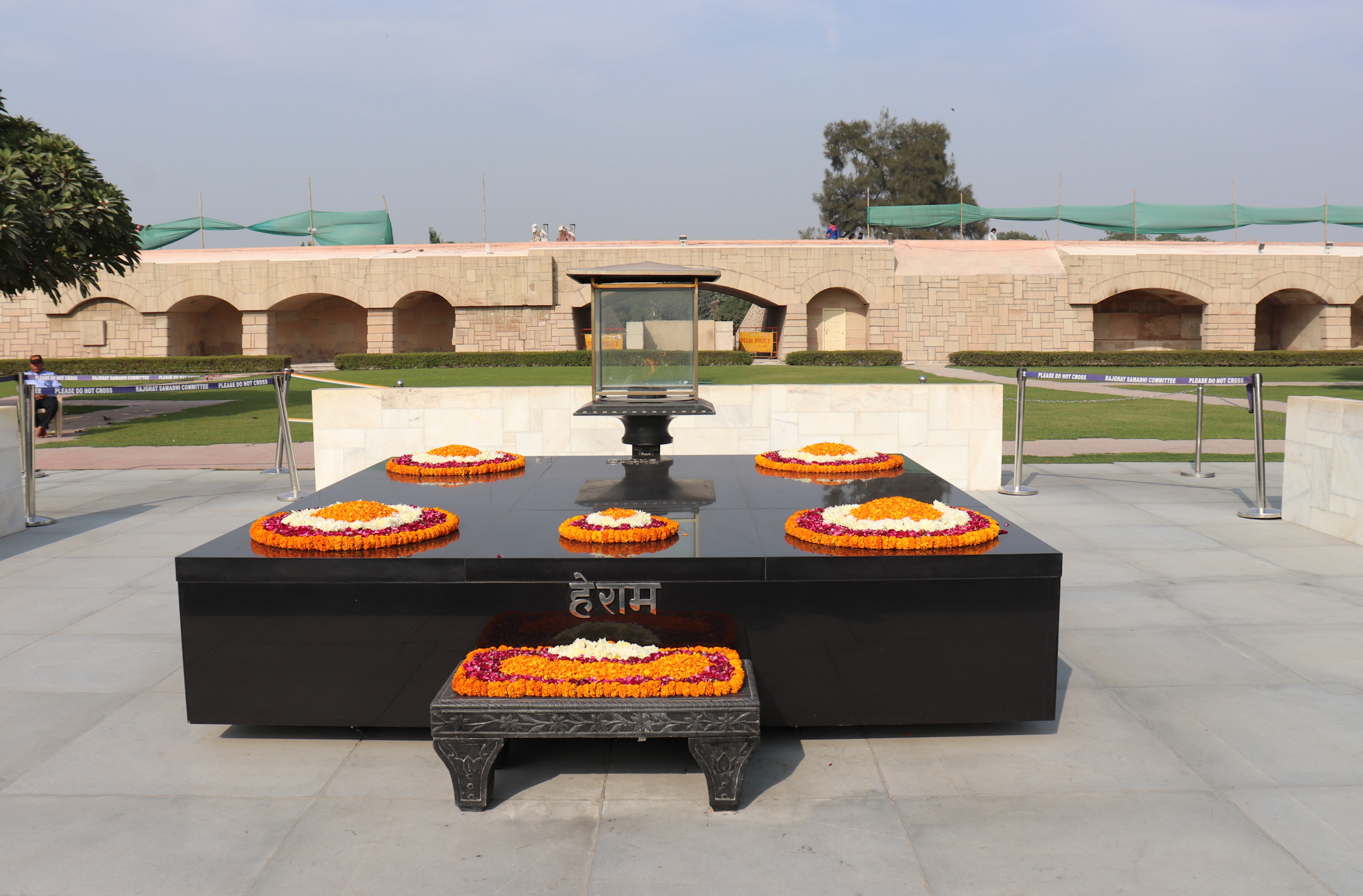
Le Raj Ghat, mémorial du Mahatma Gandhi.

L'aventure se déroule ensuite entièrement au Népal puis au Tibet. Tintin et le capitaine atterrissent d'abord à Katmandou. Une vignette montrant le survol de la capitale népalaise fait apparaître le stūpa de Bodnath, inscrit sur la liste du patrimoine mondial de l'UNESCO. Ensuite, on les voit notamment déambuler sur la place du Darbâr et passer devant un « Big Temple », inspiré de celui consacré à la Kumari.
Si le Tibet figure dans le titre de l'album, il n'accueille en réalité qu'une faible part de l'intrigue. Le lieu de l'accident aérien, dans le massif du Gosainthan, est bien situé au Tibet, mais les contours géographiques de toute la partie himalayenne de l'album sont assez peu précis, si bien que le sinologue Philippe Paquet affirme : « Finalement, le Tibet est marginal dans le récit. Dans sa logique géographique, l'histoire pourrait très bien se jouer totalement au Népal ». Aussi la frontière entre le Népal et le Tibet que Tintin et ses amis sont censés franchir n'est pas évoquée, alors qu'elle était fermée au moment de la parution de l'aventure. Les lieux évoqués dans cette partie népalaise sont entièrement fictifs. C'est notamment le cas du monastère tibétain de Khor-Biyong où Tintin, Tharkey et le capitaine sont recueillis et soignés, du village de Charahbang ou de la montagne surnommée le « Museau du Yack » en raison de sa forme.

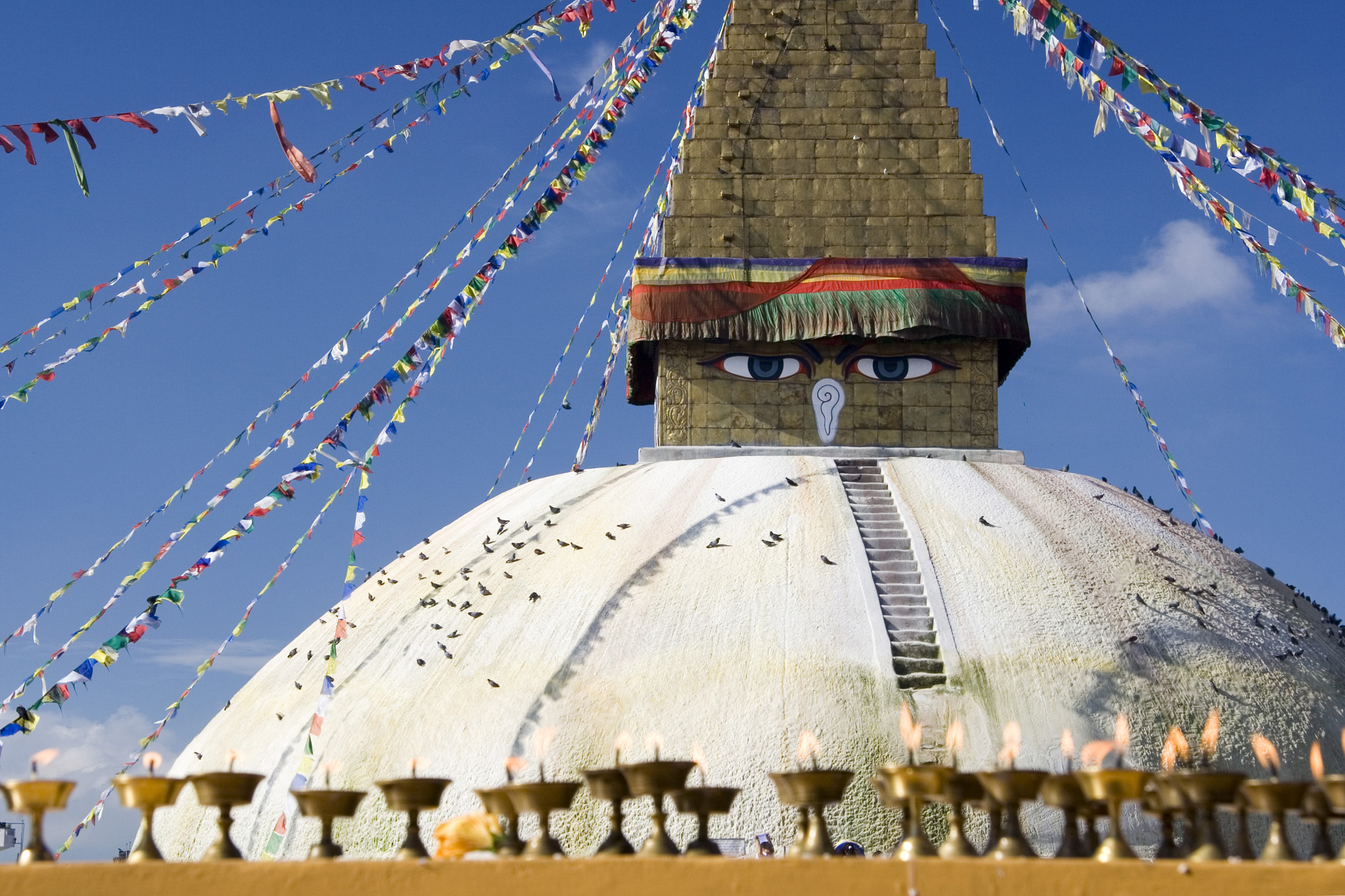
Le stūpa de Bodnath.
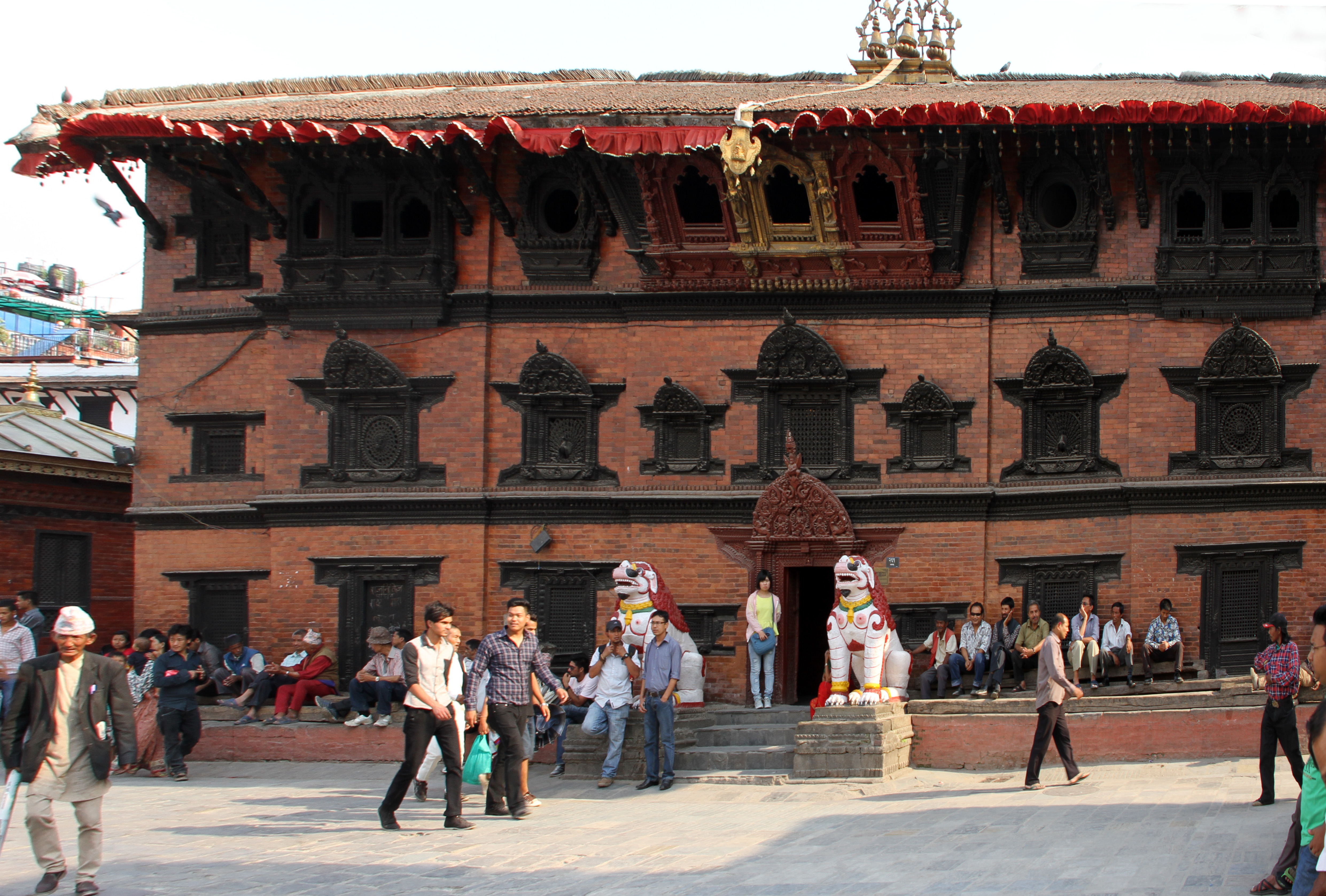
Le temple de la Kumari sur la place du Darbâr à Katmandou.
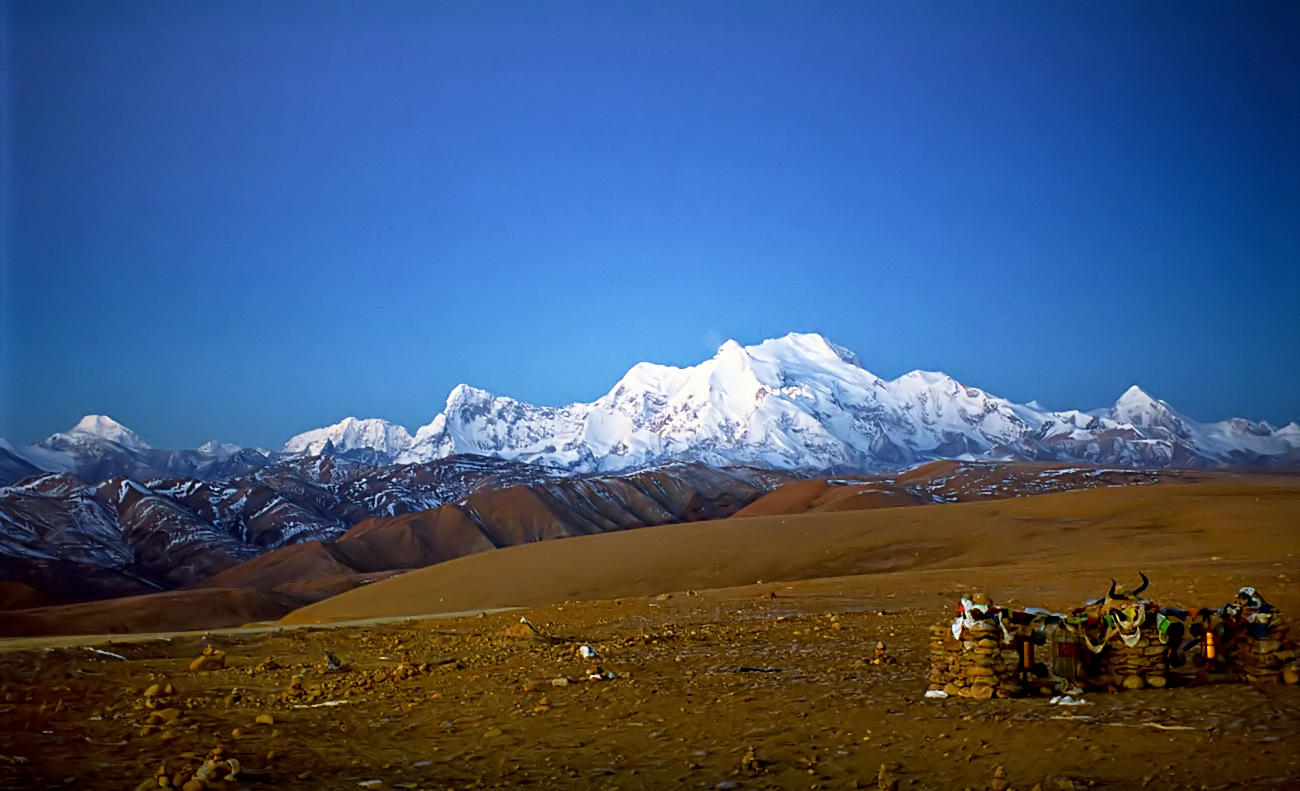
Le massif du Gosainthan, vu depuis le plateau tibétain.
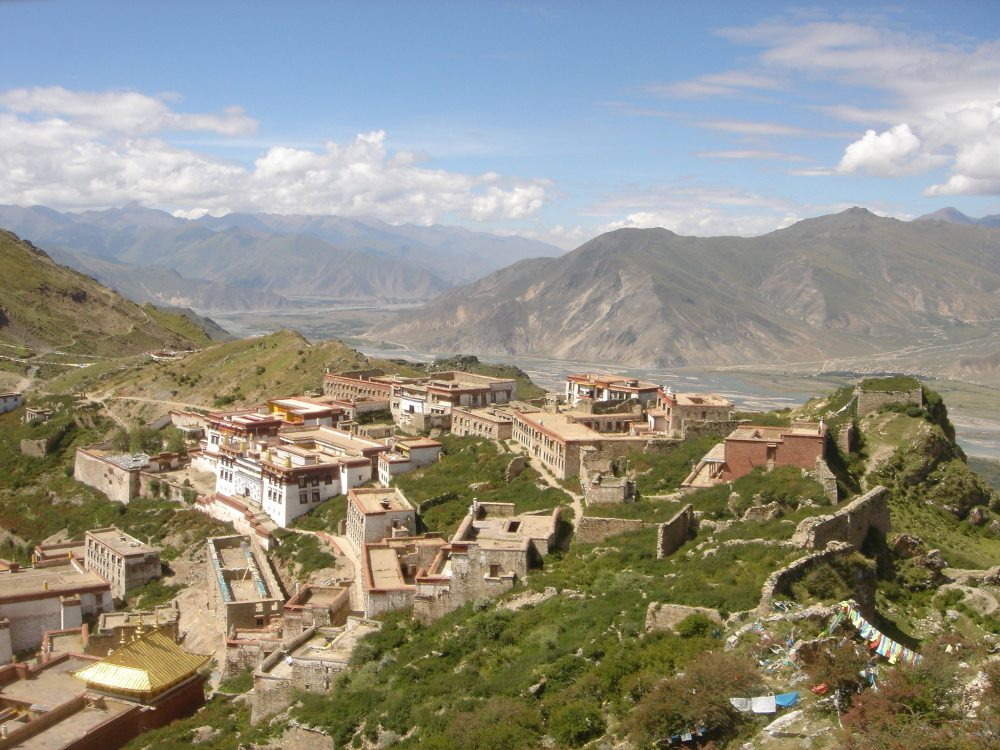
Monastère tibétain de Ganden, semblable à celui de Khor-Biyong.

### Personnages

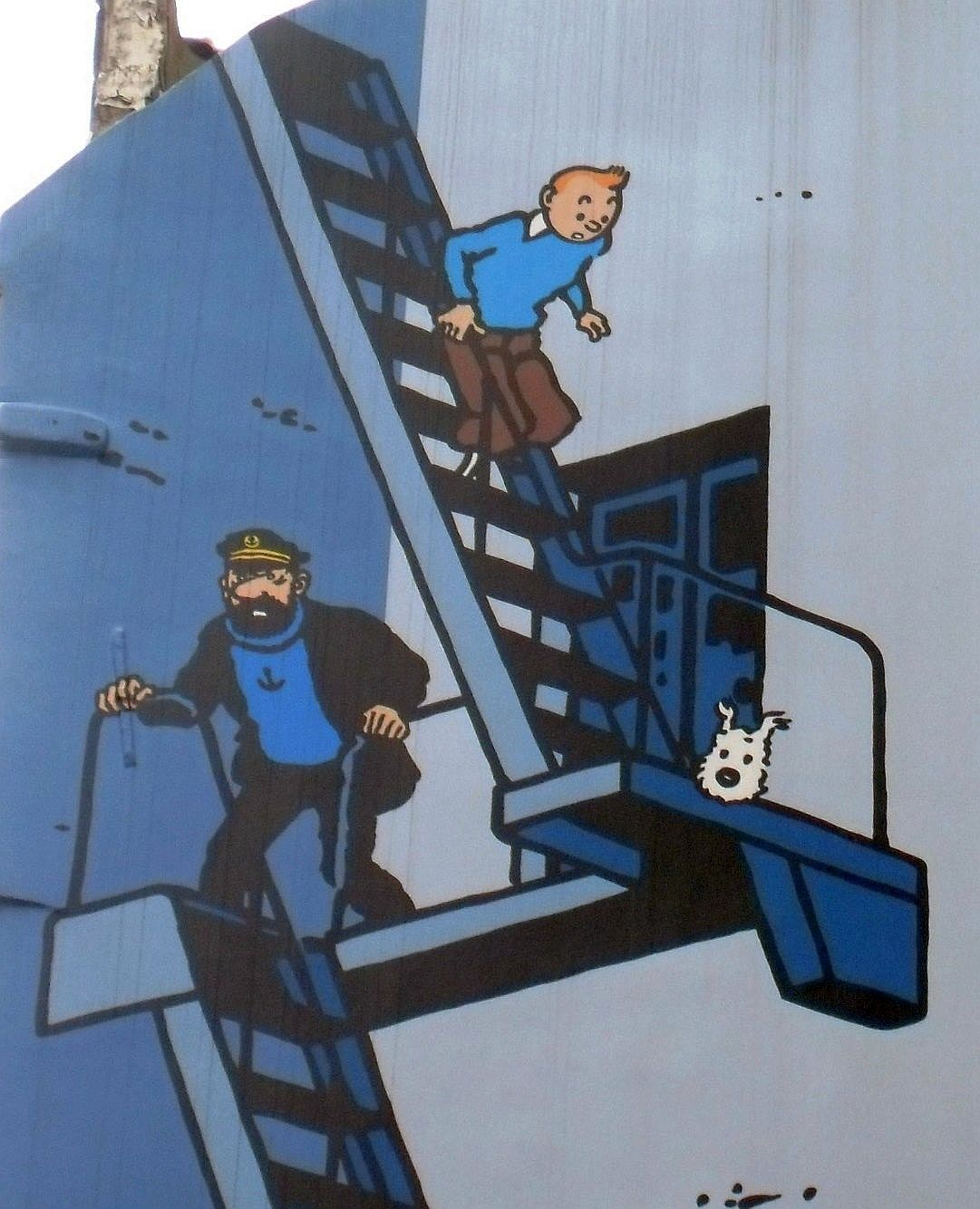
Tintin, Milou et le capitaine Haddock sur le parcours BD de Bruxelles.

Tintin apparaît plus humain que jamais dans cet album : abattu, ému, il est plusieurs fois prêt à renoncer, ce qui est unique dans la série. Même si d'autres personnages l'accompagnent, la démarche qu'il entreprend en venant au secours de son ami est avant tout solitaire. L'énergie qu'il met dans sa quête rejaillit sur ses proches : au début du récit, le capitaine Haddock témoigne de la résistance à l'aventure qu'on lui connaît depuis L'Affaire Tournesol, mais il suit pourtant son ami jusqu'au bout de l'aventure (le paroxysme de cette résistance, et de l'amitié qu'il porte à Tintin, sera sa tentative, finalement inutile, de se sacrifier pour sauver la vie de ce dernier et de Milou). Il en est de même du sherpa Tharkey, dont c'est l'unique apparition dans la série.
Le personnage de Milou évolue lui aussi : il apparaît doté d'une bonne et d'une mauvaise conscience, sous la forme d'un ange gardien et d'un démon qui l'interpellent pour influencer ses choix. À l'inverse, la présence du professeur Tournesol est mesurée : pourtant l'un des personnages récurrents de la série, il disparaît dès la cinquième planche. En vacances avec Tintin et le capitaine à Vargèse, il ne les accompagne pas au Népal. Il apparaît quand même dans un rêve du capitaine Haddock où se mêlent le parapluie de Tournesol, le piment rouge, et un jeu d'échecs.
Si Tchang est finalement assez peu représenté, il est un personnage central de cette aventure dans la mesure où l'ensemble de l'intrigue repose sur sa recherche. Cet album témoigne de l'amitié indéfectible que lui porte Tintin depuis leur première rencontre dans Le Lotus bleu.
Le voyage au Népal est l'occasion de présenter une galerie de personnages, notamment Tcheng Li-Kin, un cousin de monsieur Wang Jen-Ghié qui vit à Katmandou et chez qui Tchang devait faire halte avant de s'envoler pour l'Europe, mais également les moines tibétains, parmi lesquels Foudre Bénie qui possède des dons de lévitation et de clairvoyance qui font avancer l'intrigue, ou encore le yéti.

## Création de l'œuvre

### Contexte d'écriture

#### Dépression d'Hergé et inspiration hésitante

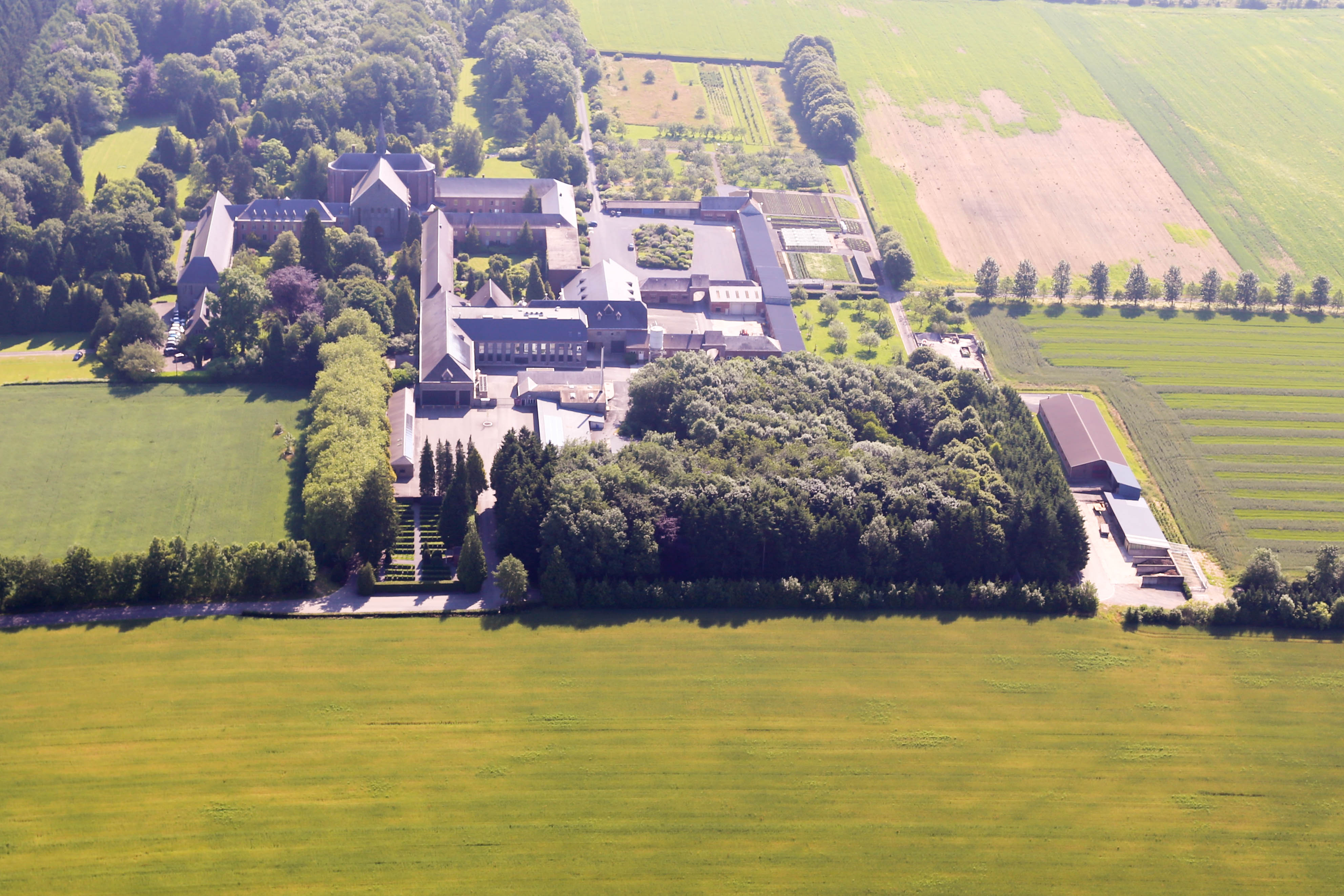
L'abbaye Notre-Dame de Scourmont, où Hergé effectue une retraite spirituelle.

Depuis la fin de la Seconde Guerre mondiale, Hergé souffre d'une dépression chronique qui l'a notamment conduit à interrompre la parution de certaines de ses aventures. La relation amoureuse qu'il mène à partir de 1956 avec l'une de ses jeunes collaboratrices des Studios Hergé, Fanny Vlamynck, renforce cette crise intérieure dans la mesure où Hergé, empreint de son éducation catholique, ne peut se résoudre à quitter sa femme, Germaine. En proie à de vifs tourments intérieurs, l'auteur vit une période de retraite spirituelle à l'abbaye Notre-Dame de Scourmont, puis se retire quelques mois en Suisse. À cette époque, ses nuits sont marquées par des rêves obsédants, angoissants, où la couleur blanche domine. Il confie notamment l'un d'eux, dans un entretien accordé à Numa Sadoul quelques années plus tard : « Des feuilles mortes tombaient et recouvraient tout. À un certain moment, dans une sorte d'alcôve d'une blancheur immaculée, est apparu un squelette tout blanc qui a essayé de m'attraper. Et à l'instant, tout autour de moi, le monde est devenu blanc, blanc. ».
Dans le même temps, l'auteur peine à trouver l'inspiration. En collaboration avec Jacques Martin et Greg, il travaille sur un projet intitulé Tintin et le Thermozéro. Un scénario relativement précis est écrit et quelques planches sont même crayonnées avant que le projet ne soit finalement abandonné. Hergé envisage également un scénario mettant en scène la défense d'une tribu amérindienne, ainsi qu'une aventure dont Nestor serait le personnage principal, mais ces projets sont abandonnés tour à tour. Il reprend alors une idée de scénario, esquissée de manière succincte dans la marge de la dernière planche de son album précédent, Coke en stock : « Thème général très simple. Mais quoi ? Sagesse tibétaine – Lama. Abominable homme des neiges. Pourquoi partent-ils au Tibet : le yeti ? » Toutefois l'idée d'envoyer Tintin au Tibet n'est pas neuve dans l'esprit d'Hergé : dans la pièce de théâtre Monsieur Boullock a disparu, écrite en 1941 en collaboration avec Jacques Van Melkebeke, Tintin traversait Lhassa et y rencontrait des moines tibétains.

#### Ambitions chinoises au Tibet et attrait des Européens pour les plus hauts sommets

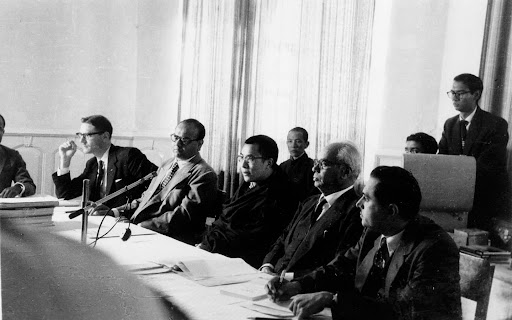
Le dalaï-lama en 1959.

Sur un autre plan, à l'époque où Hergé entreprend l'écriture de ce nouveau récit, le Tibet est marqué par une série de bouleversements historiques liés à la volonté chinoise de s'approprier le territoire tibétain. En 1959, le soulèvement tibétain, réprimé dans le sang par les forces chinoises, conduit à l'exil du dalaï-lama en Inde. Cependant ces évènements ne semblent pas avoir orienté l'auteur dans ses choix : Hergé, qui a pourtant l'habitude d'inscrire son récit dans les évènements de son temps, ne fait aucune mention du contexte géopolitique au sein de l'album.
Mais les années 1950 sont aussi marquées par la conquête des plus hauts sommets himalayens, et les exploits d'alpinistes comme Maurice Herzog contribuent à nourrir l'imaginaire populaire occidental autant que celui d'Hergé.

### Écriture du scénario
Dès la première ébauche de cette nouvelle aventure, Hergé place le personnage du yéti comme un élément central de son scénario. Dans un premier temps, le dessinateur accumule les croquis et les notes, sans parvenir à définir le motif qui conduirait ses héros sur la trace de la créature. De nombreuses pistes sont explorées : Hergé envisage d'attribuer la responsabilité du voyage à la curiosité scientifique du professeur Tournesol, mais il songe également à mettre sur pied une histoire d'espionnage liée à de faux tableaux ou au vol d'une statue de Bouddha, faisant intervenir le dalaï-lama en personne dans son aventure. Il examine aussi la possibilité d'envoyer Tintin au secours d'une expédition d'alpinistes ou bien à la recherche de Milou qui aurait été enlevé par le yéti.
Il choisit finalement de convoquer le personnage de Tchang, apparu dans Le Lotus bleu, afin de mettre en place une histoire dépouillée de « toute la panoplie traditionnelle du dessinateur de bandes dessinées », c'est-à-dire sans faire apparaître de personnages de méchants, ni d'armes ou de combats,. Pour mettre au point son scénario, Hergé s'appuie également sur l'accident du Malabar Princess, survenu au début du mois de novembre 1950 dans le massif du Mont-Blanc, qui connaît un important retentissement médiatique à l'époque.
Au moment où il commence le dessin des premières planches de cette nouvelle aventure, Hergé est marqué par une série de cauchemars angoissants qu'il consigne dans ses carnets. Il précise également qu'il s'agit presque toujours de « rêves de blanc », cette couleur étant omniprésente dans ses cauchemars,. Sur les conseils de son ami Raymond De Becker, ancien rédacteur en chef du Soir pendant l'Occupation, Hergé sollicite alors l'aide du psychanalyste zurichois Franz Niklaus Riklin, spécialiste de la psychanalyse jungienne,, qui lui conseille de cesser le travail pour vaincre le « démon de la pureté » qui l'habite. Hergé s'obstine pourtant à terminer son œuvre, mais il retient, de sa rencontre avec le psychiatre, qu'il lui faut accepter « de ne pas être immaculé » s'il veut mettre fin à ses tourments intérieurs,.

### Travail documentaire

#### Décors et paysages

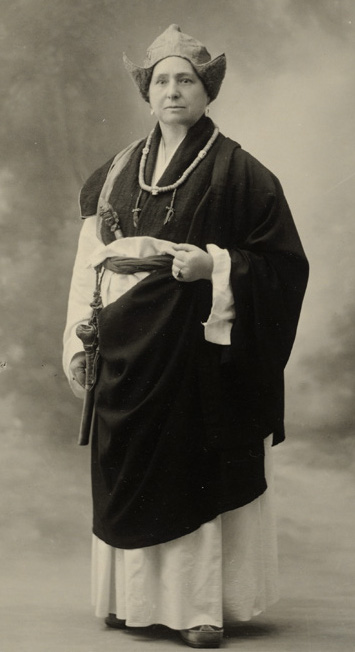
Alexandra David-Néel, dont les écrits influencent Hergé.

Fidèle à ses habitudes de travail, Hergé s'appuie sur un travail de documentation précis et minutieux pour établir, avec son équipe des Studios Hergé, une œuvre au décor réaliste. C'est ainsi qu'il copie des monuments, comme le Qûtb Minâr et le fort rouge de Delhi, ou s'en inspire, comme les monuments de la place du Darbâr de Katmandou,. Mais le travail documentaire ne se limite pas seulement aux contrées orientales que visite Tintin : pour habiller l'Hôtel des Sommets, présent au début de l'album, Hergé emprunte le décor design du chalet de l'architecte Jean Prouvé, à partir d'images collectées dans des magazines d'ameublement et conservées pour être copiées fidèlement. Pour dessiner les fauteuils utilisés par les vacanciers dans le hall de l'hôtel, il copie le modèle Visiteur, dit « fauteuil Kangourou », conçu par cet architecte en 1948,. Hergé intègre pleinement la mode de son époque à travers les costumes des personnages, y compris les plus insignifiants. Ainsi, à la descente de l'avion à Katmandou, Tintin et Haddock sont précédés d'un homme d'affaires vêtu d'un complet brun et d'une cravate à motifs fantaisie, portant un fédora beige et des lunettes de soleil de type Wayfarer.
Les livres d'Alexandra David-Néel sont la première source utilisée par Hergé en ce qui concerne les paysages himalayens et les coutumes tibétaines. Première femme occidentale à atteindre Lhassa, la capitale tibétaine, en 1924, elle publie notamment Mystiques et Magiciens du Tibet en 1929 et Initiations lamaïques l'année suivante, qu'Hergé consulte et dans lesquels il puise de nombreux détails sur la vie quotidienne et les traditions des habitants de ces régions,. La tsampa (farine d'orge grillée), le salut en tirant la langue, le don rituel de l'écharpe de soie ou encore les phénomènes de lévitation qu'il utilise dans son récit proviennent directement des écrits de l'aventurière et exploratrice. D'autre part, Hergé copie des illustrations reproduites dans ces ouvrages pour dessiner notamment l'un des campements de Tintin, ou encore le dessin du monastère fictif de Khor-Biyong.

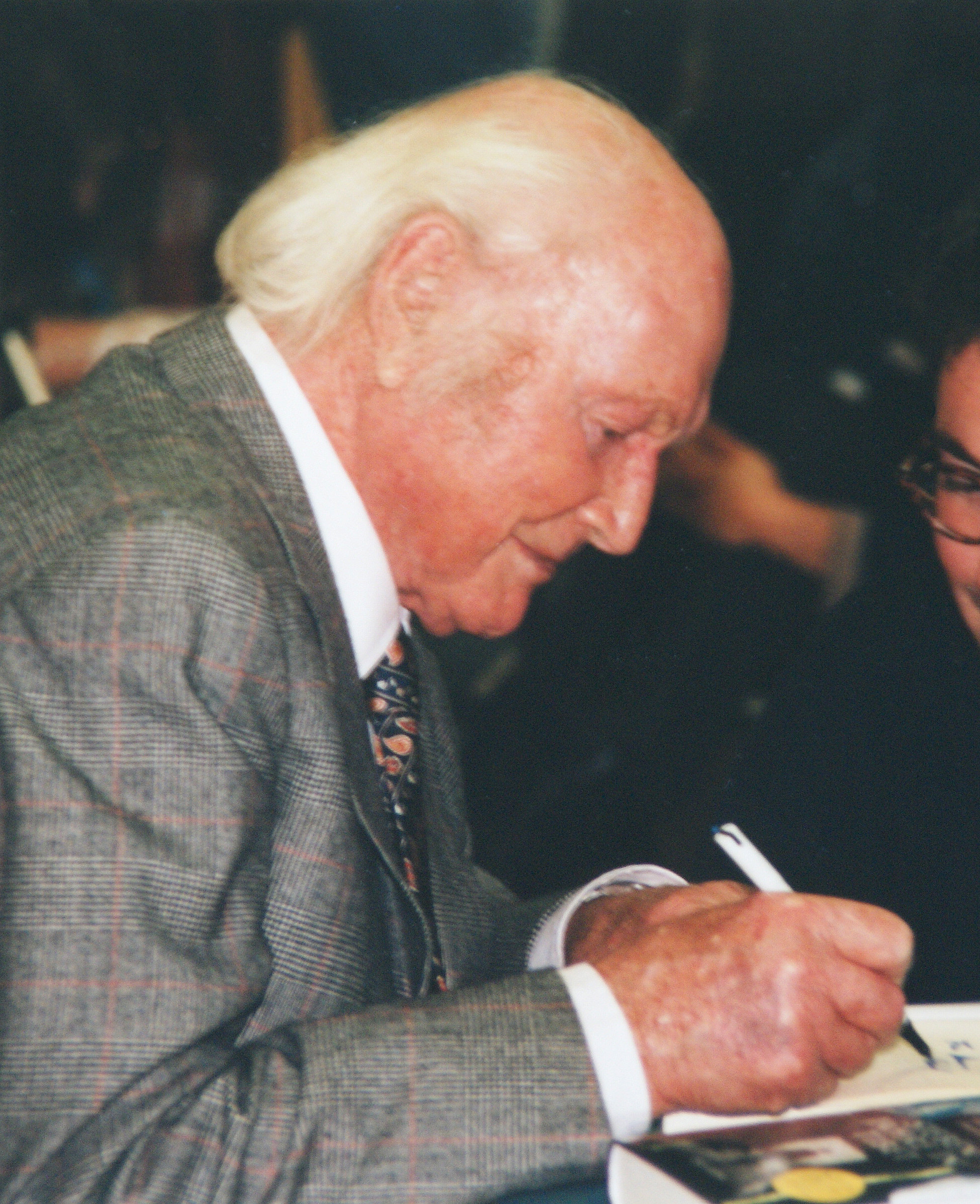
Heinrich Harrer, en 1997.

D'autres ouvrages figurent dans la documentation d'Hergé, en premier lieu Annapurna, premier 8000, le roman autobiographique de Maurice Herzog, paru en 1951 et qui relate l'expédition française à l'Annapurna de 1950. Les photographies de Marcel Ichac qui illustrent cet ouvrage sont utilisées pour réaliser certains décors de haute montagne. Hergé s'appuie également sur Sept ans d'aventures au Tibet et Meine Tibet-Bilder de l'alpiniste allemand Heinrich Harrer, Tibet secret de l'ethnologue italien Fosco Maraini, Tibet, ma patrie du médecin Tsewang Yishey Pemba, Nanda Devi, troisième expédition française à l'Himalaya de Jean-Jacques Languepin, ainsi que sur des reportages photographiques du National Geographic ou de Paris Match.

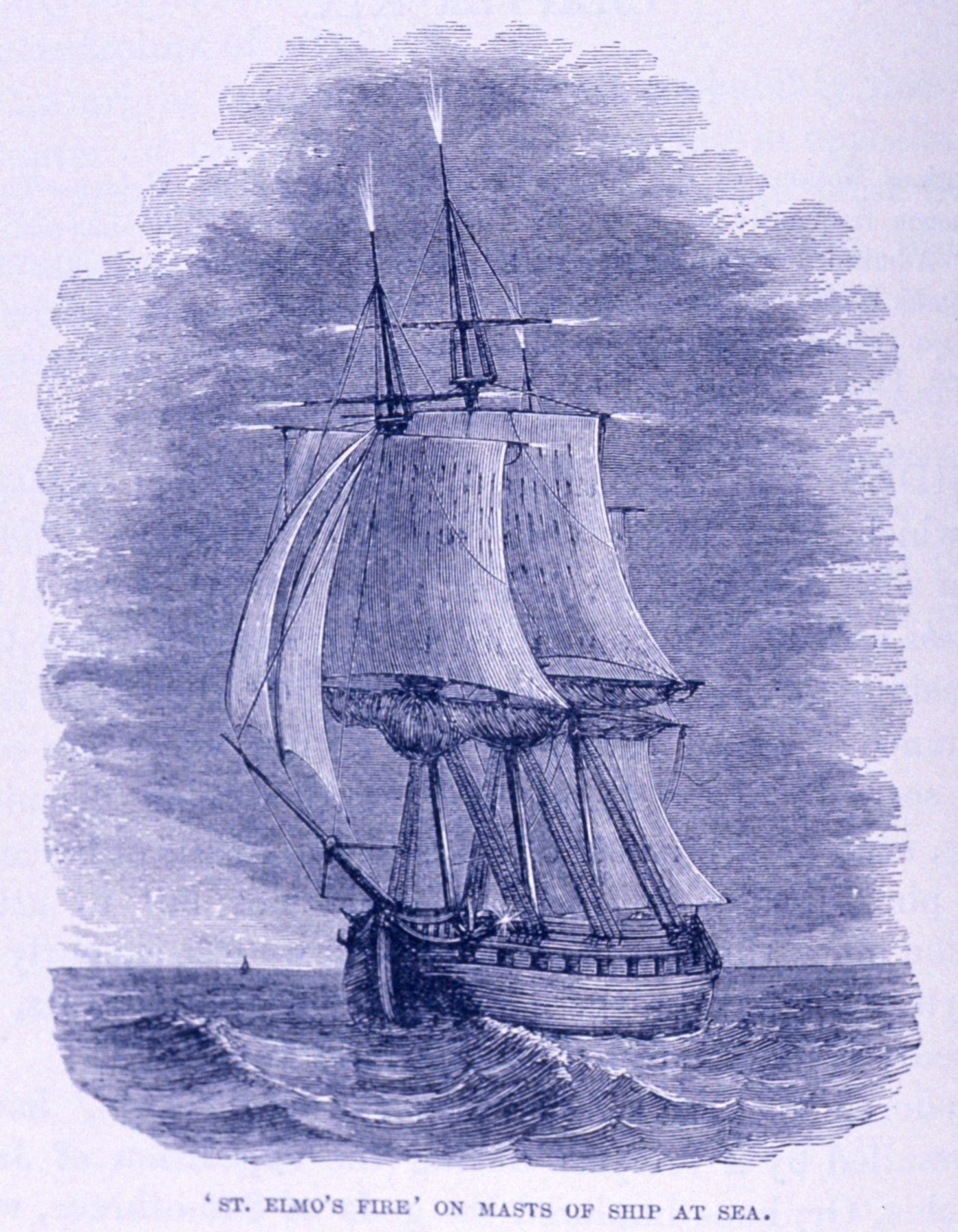
Illustration du feu de Saint-Elme.

De même, il dispose d'un certain nombre de conseils techniques et scientifiques. Il rencontre notamment les responsables du Club alpin belge pour recueillir des informations en matière d'escalade. Il échange aussi avec le lieutenant Dartevelle, membre du Centre national de Recherches polaires à Bruxelles, pour obtenir des renseignements sur le phénomène physique connu sous le nom de feu de Saint-Elme. Celui-ci se produit en altitude en raison de l'électricité atmosphérique. Il fait jaillir des éclairs à la pointe des mâts et peut aussi toucher les avions. Hergé fait apparaître un de ces feux à l'extrémité du piolet rangé dans le sac du capitaine Haddock. Pour ne pas subir ce phénomène, les alpinistes évitent de placer leurs piolets avec la pointe au-dessus de leur sac.
Sur un autre plan, le taxi qu'empruntent Tintin et le capitaine dans les rues de New Delhi est une copie d'un modèle réel, une Cadillac Fleetwood de 1938. L'avion qui transporte Tintin et Haddock jusqu'à New Delhi est un Lockheed Constellation, comme le Malabar Princess de la compagnie Air India accidenté en 1950, tandis que celui qu'ils prennent le même jour pour rejoindre Katmandou est le même modèle de DC3 que celui à bord duquel Tchang a lui-même embarqué à Patna.

#### Traditions et coutumes tibétaines

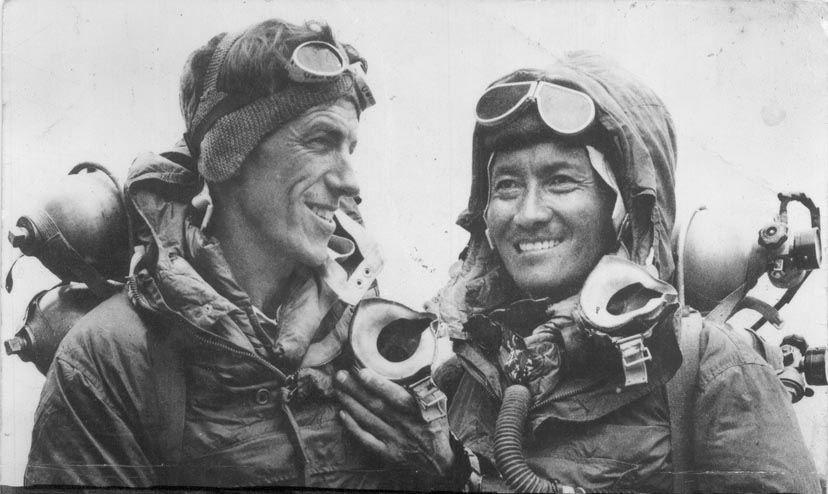
L'alpiniste Edmund Hillary et le sherpa Tensing Norgay, en 1953.

À travers le personnage de Tharkey, c'est l'ensemble du peuple sherpa qui est mis à l'honneur. Réputés pour leur robustesse et leur adaptation aux très hautes altitudes, ils sont rapidement devenus indispensables aux alpinistes qui cherchaient à atteindre les plus hauts sommets. L'un des plus célèbres est Tensing Norgay, qui devient le premier homme à atteindre le sommet de l'Everest en 1953 avec l'alpiniste néo-zélandais Edmund Hillary. Le sherpa Ang Tharkey, membre de l'expédition d'Herzog, a donné son nom à celui qui accompagne Tintin à la recherche de Tchang.

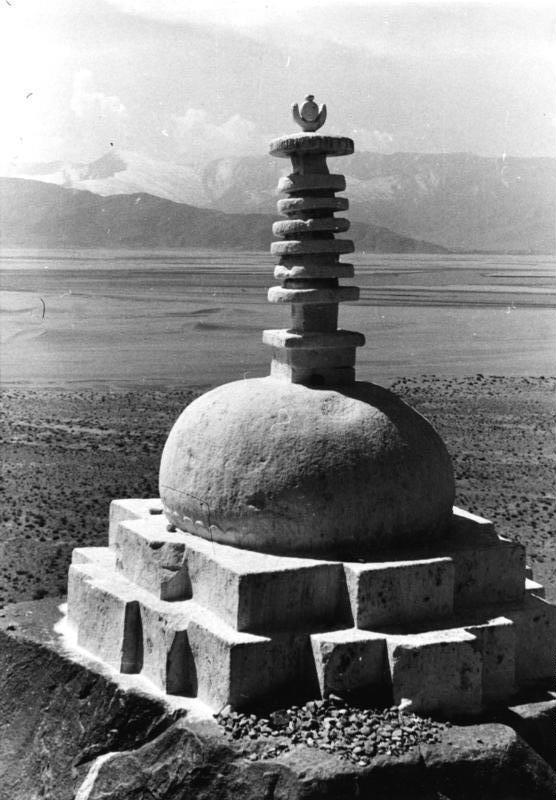
Un chörten.

Le bouddhisme tibétain est lui aussi largement évoqué dans l'album. Plusieurs chörtens y sont représentés. En général, ces structures comportent treize disques superposés mais ceux dessinés par Hergé n'en comptent pas plus de dix,. Le dessinateur oblige toutefois ses personnages à les contourner par la gauche, en signe de déférence, conformément au principe de circumambulation bouddhiste,. Le monastère fictif de Khor-Biyong créé par Hergé est manifestement de lignée Gelugpa, d'après les coiffes jaunes que portent les moines, également vêtus du kesa. En arrivant au monastère pour y chercher du secours, Milou est arrêté par des dob-dob, des moines tibétains entraînés aux arts martiaux qui ont pour rôle d'assurer la sécurité des lieux. Le surlendemain, après avoir été soigné, le capitaine se réveille face à deux effrayantes statues. Celle de droite est inspirée d'une photographie prise par Heinrich Harrer dans le temple de Jokhang, à Lhassa, illustrant Meine Tibet-Bilder. Cela dit, Hergé a remplacé, peut-être par erreur, les gâteaux sacrificiels de la photo par des bougies. Un village tibétain, montré dans ce même livre, a servi de modèle pour la lamaserie, dont l'architecture évoque le palais du Potala, à Lhassa.

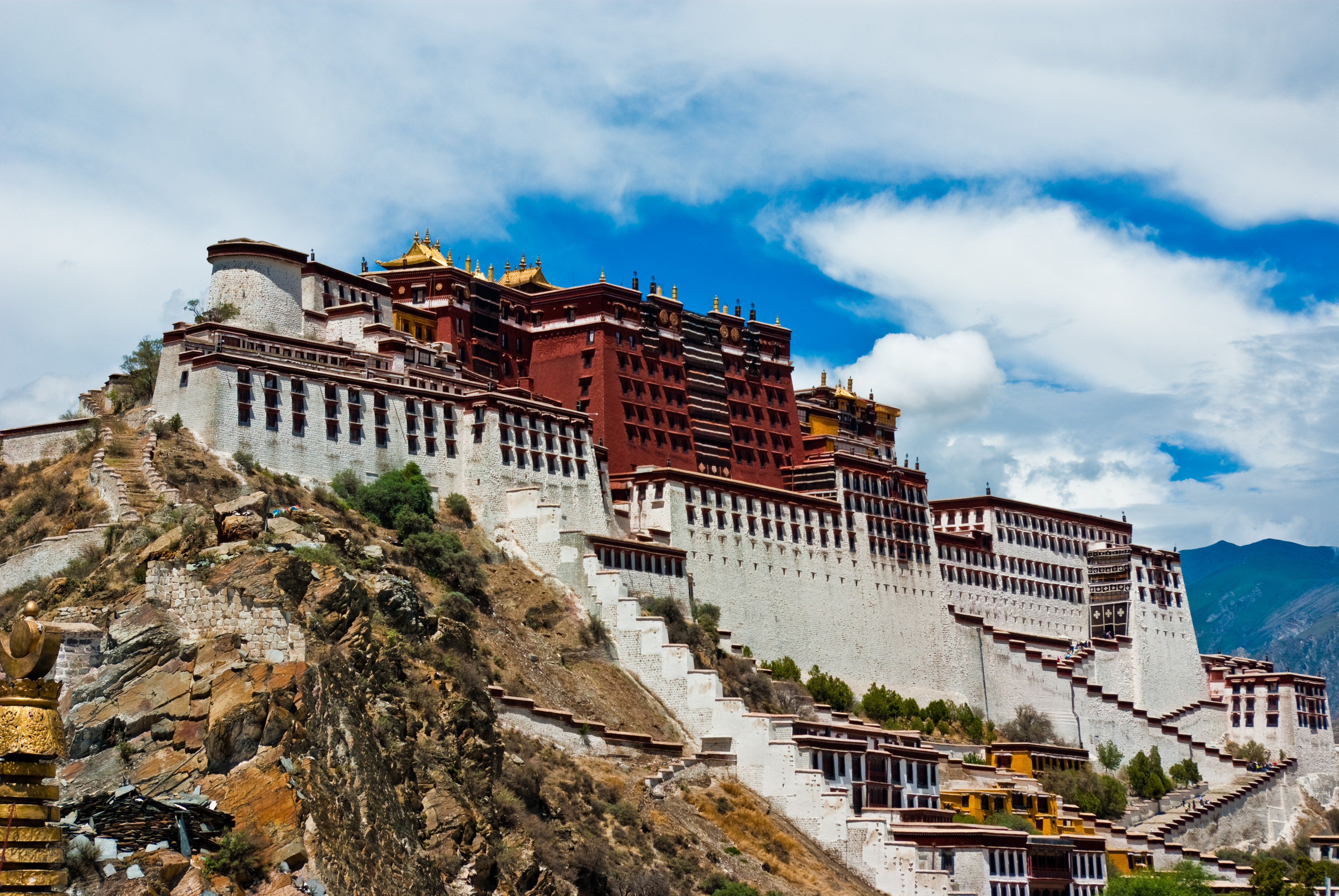
Le palais du Potala, en 2009.

En revenant à ce monastère avec Tchang, à la fin de l'album, les héros sont accueillis par une procession de moines qui est probablement inspirée d'un reportage photographique de Heinrich Harrer paru dans le magazine National Geographic. Hergé représente ici de nombreux objets rituels utilisés par les moines tibétains. À l'avant de la procession, un moine tient une ghanta, une clochette représentant la sagesse. Plusieurs moines sont chargés de porter les dungchen, des trompes en cuivre dans lesquelles le capitaine ne résiste pas à l'envie de souffler et qui produisent un son très grave qui se répercute en écho sur les parois montagnardes pour évoquer la vibration primordiale de l'univers. Plusieurs moines portent des tambours à manche appelés lag-rnga, tandis que le Rinpoché, appelé « Grand Précieux » par Tintin, lui remet une khata pour le récompenser de ses efforts. Il s'agit d'une écharpe traditionnelle de prière, très courante dans le bouddhisme tibétain, qui témoigne du respect profond que l'on éprouve envers le récipiendaire,.

#### Sur la piste du yéti

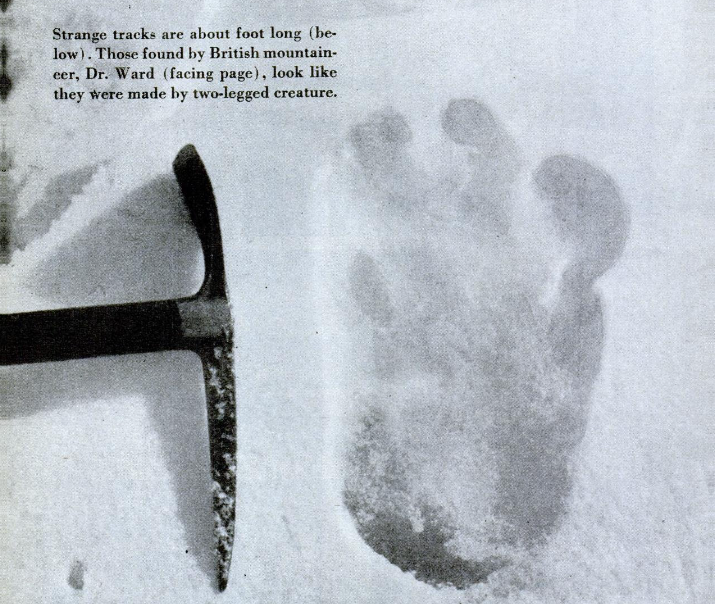
Une empreinte supposée de yéti photographiée par Eric Shipton en 1951.

Dans les carnets de recherche d'Hergé, il apparaît que l'auteur cherchait à rendre son animal vraisemblable, crédible, et non imaginaire,. La documentation d'Hergé concernant le yéti repose essentiellement sur l'ouvrage de son ami Bernard Heuvelmans, intitulé Sur la piste des bêtes ignorées et publié en 1955. Fondateur de la cryptozoologie, Heuvelmans a déjà collaboré avec Hergé pour l'écriture des scénarios de L'Étoile mystérieuse, Le Temple du Soleil et On a marché sur la Lune. Dans son ouvrage, il étudie plusieurs animaux fabuleux et consacre notamment quatre-vingts pages au yéti. Sans aller jusqu'à le présenter comme un animal à visage humain, comme le fera Hergé dans son album, Heuvelmans cherche à contredire le propos qui consiste à le présenter comme l'abominable homme des neiges. Cela convient d'autant mieux à Hergé que ce dernier refuse d'en faire une créature effrayante dans son album. L'épisode des porteurs qui s'enfuient et abandonnent le convoi après avoir découvert les traces du yéti dans la neige est directement tiré du livre d'Heuvelmans, qui rapporte des scènes identiques, de même que le fait qu'Hergé attribue trois orteils à sa créature.
Hergé s'appuie aussi sur des croquis d'empreintes attribuées au yéti, présentés par Maurice Herzog dans son ouvrage Annapurna, premier 8000, mais également sur des empreintes photographiées par l'alpiniste Eric Shipton et reproduites par Bernard Heuvelmans. Maurice Herzog confie notamment à Hergé que les traces découvertes dans la neige par son expédition ne pouvaient appartenir à aucune espèce d'animal connue, et que celles-ci s'arrêtaient brusquement au pied d'un pan de montagne pour ainsi dire inaccessible.
Outre ces deux références, Hergé consulte les récits de personnes déclarant l'avoir aperçu, afin d'avoir une relation suffisamment précise de son mode de vie,. À la fin des années 1950, l'engouement pour le yéti est manifeste, au point que des expéditions montées par des correspondants de presse sont chargées de le débusquer.
Ce souci de réalisme différencie notamment le yéti d'une autre créature, Ranko, le gorille de L'Île Noire. Si la peur de ces deux bêtes alimente les légendes locales, le gorille n'a rien de fantastique et quitte rapidement le registre de l'étrange pour celui de l'humour,. Par conséquent, si le gorille est mis en scène pour créer du suspense, doublé d'un effet humoristique, le yéti dépeint par Hergé tend à rendre plausible l'existence des créatures légendaires.

### Clins d'œil et références culturelles

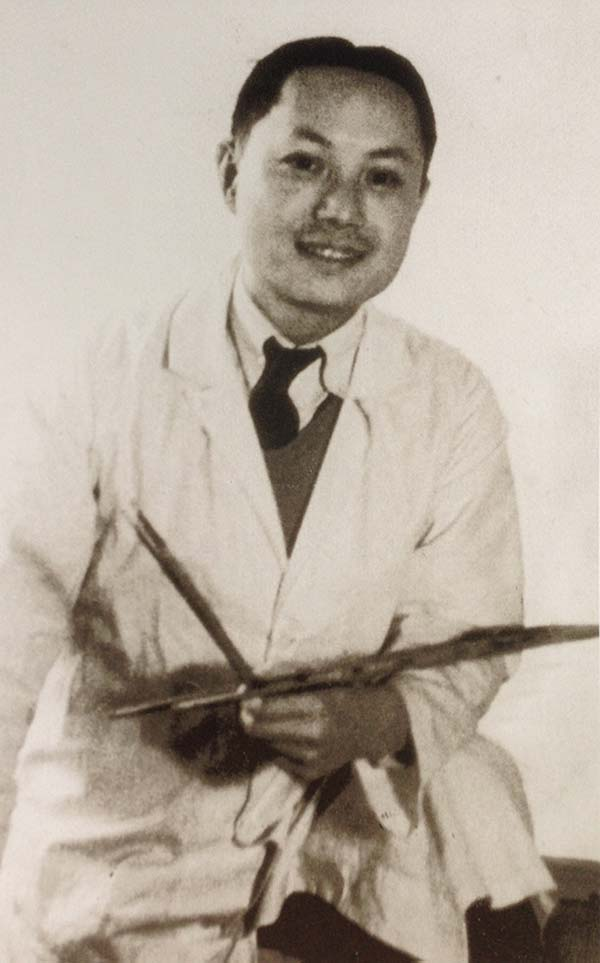
Zhang Chongren, ami d'Hergé, inspire le personnage de Tchang.

Si la Belgique semble loin de cette aventure, Hergé glisse un certain nombre de clins d'œil à son pays à travers les toponymes tibétains qu'il invente. Ainsi les villages de « Pôh-Prying » et de « Weï-Pyong » renvoient respectivement à la ville de Poperinge et au bourg de Wépion, tandis que le monastère de « Khor-Biyong » tire son nom du village de Corbion.
Revigoré par le whisky, le capitaine Haddock entonne Le Régiment de Sambre-et-Meuse, marche militaire française qui est également jouée dans les écoles militaires belges, en raison du lien entre le chant et la Belgique.
Amateur d'art, Hergé fait référence à des œuvres célèbres pour le dessin de certaines cases. C'est le cas de la représentation du rêve du capitaine Haddock, quand celui-ci s'endort en pleine randonnée, accablé par la fatigue et l'alcool. Dans la première vignette, Haddock et le professeur Tournesol marchent devant un bâtiment dont les arcades se perdent à l'horizon, tandis que leur ombre s'étire indéfiniment à leur pied. Les lignes de fuite sont ici accentuées à leur maximum. Cette composition évoque directement les tableaux de Giorgio De Chirico, en particulier Mystère et mélancolie d'une rue, réalisé en 1914.
De même, la scène se situant à l'intérieur de l'Hôtel des Sommets, où Tintin rêve de Tchang, aurait été inspirée par une toile de Joan Miró, la série Intérieurs hollandais (1928) dont une reproduction était affichée sur les murs de son bureau. Hergé appréciait l'œuvre de ce peintre, ayant confié à Pierre Sterckx avoir eu un choc pour Miró en 1938.

## Parution et traductions

### Prépublication et parution en album

Le logo du journal Tintin à l'époque de la parution de l'aventure.

La prépublication des soixante-trois planches de Tintin au Tibet commence en Belgique le 17 septembre 1958 dans les colonnes du Journal de Tintin (no 38), au rythme d'une planche par semaine et se poursuit jusqu'au 25 novembre 1959 (no 47),. L'aventure paraît simultanément dans la version néerlandophone du magazine. En France, la parution dans Tintin connaît quelques semaines de décalage : le récit est publié du 30 octobre 1958 (no 523) au 7 janvier 1960 (no 585),.
La version en album, qui contient seulement 62 pages, est éditée chez Casterman en 1960. Pour en dessiner la couverture, Hergé s'appuie sur une photographie montrant des empreintes de pas supposées du yéti, parue dans Paris Match en 1950. Le titre original choisi par Hergé pour cette histoire est Le Museau de la vache, titre rejeté par l'éditeur Casterman, préférant pour des raisons commerciales un titre évoquant le Tibet. Cela explique la présence de ce titre simpliste, à l'image des premières aventures comme Tintin au Congo ou Tintin en Amérique, alors qu'Hergé s'est depuis des années attaché à des noms plus élaborés pour souligner l'ambition littéraire de son œuvre,.
Quelques modifications sont donc apportées à l'aventure pour la rapprocher du format habituel de parution en album. Quatre bandes de la version originale sont retirées de la version en album, au moment de l'explosion du réchaud du capitaine,. Dans la première version, après l'explosion de l'appareil, Tintin se précipite pour le dégager d'un coup de pied, et se brûle par la même occasion. Le feu atteint cependant une caisse qui contient des fusées de détresse, et celles-ci explosent en obligeant Tintin, le capitaine et Tharkey à se réfugier. Ainsi la dernière bande de la trente-huitième planche originale glisse sur la trente-septième planche de la version en album, ce qui explique que celle-ci comporte une planche de moins. Outre ce retrait, Hergé procède à quelques retouches concernant les décors, les dialogues ou le coloriage.

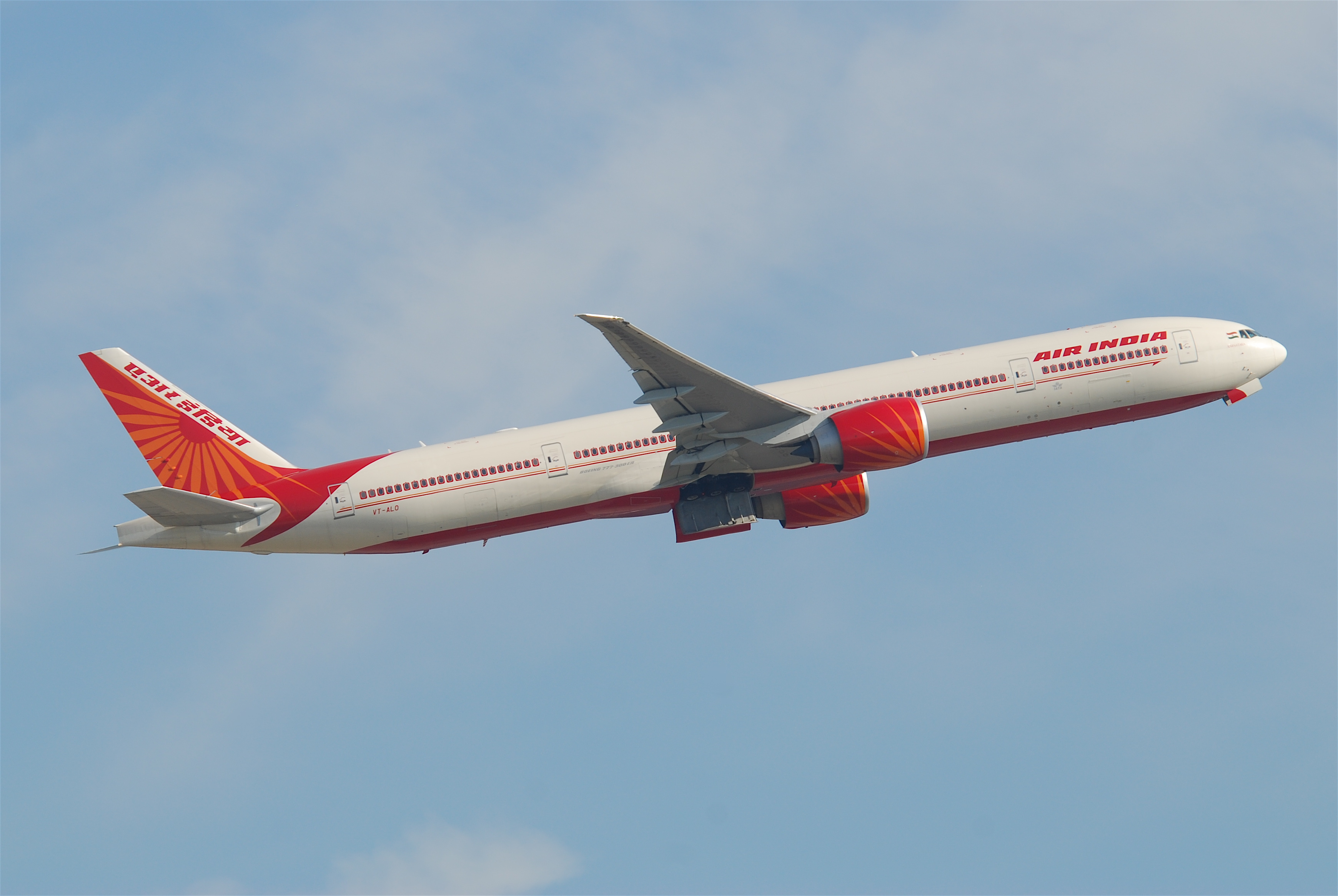
Un avion de la compagnie Air India.

Dans la première planche parue dans le no 38 de 1958, l'aventure s'ouvrait par une case montrant une vue panoramique de Vargèse et de sa vallée. Cette case, remplacée par le titre en grand format, n'apparaît pas dans la version en album. De même, dans la première case de la dernière planche de l'album, la silhouette du moine Foudre Bénie flotte en lévitation au-dessus de la lamaserie, comme pour saluer le départ de l'expédition vers le Népal. Ce détail n'était pas présent dans la version originale.
Enfin, dans l'édition originale de l'album, l'avion qui s'écrase appartient à la compagnie Air India, la même qui assurait le vol du Malabar Princess, qui s'abat dans le massif du Mont-Blanc en 1950. Soucieuse de préserver son image, la compagnie proteste contre cette mauvaise publicité, si bien qu'Hergé la remplace par une compagnie fictive, « Sari Airways », dans les éditions suivantes. Cependant, le nom d'« Air India » reste visible en petits caractères sur l'avion dessiné à la fin de l'album, lorsque Tchang raconte son accident.
Sur un autre plan, en novembre 1959, Hergé s'engage auprès des membres de l'Expédition antarctique belge de 1959-1960 à leur remettre un exemplaire de l'album. Pour autant, il sait que la prépublication dans Tintin ne sera pas achevée avant le départ de l'expédition et qu'il est impossible pour son éditeur de confectionner un album en urgence. Il décide donc de faire réaliser une colorisation unique des deux dernières planches de l'aventure par ses collaborateurs, et découpe les planches précédentes dans des exemplaires du magazine avant de les réunir dans un classeur composé de pochettes en plastique,.

### Autres publications et traductions

#### Dans la presse francophone
Comme d'autres aventures de la série, Tintin au Tibet paraît en Suisse dans L'Écho illustré, à raison d'une planche hebdomadaire en noir et blanc du 25 octobre 1958 au 2 janvier 1960. L'aventure est également diffusée en couleurs de janvier 1974 à avril 1975 dans la version suisse du magazine Tintin, nommé Rataplan dans sa version francophone et Tim dans sa version germanophone. Elle paraît simultanément dans ces deux périodiques. En France, de nombreux périodiques de toute nature diffusent les histoires d'Hergé de la fin des années 1960 au début des années 1980. C'est ainsi que l'aventure paraît dans Agri Sept, un hebdomadaire consacré au monde agricole, mais également Le Dauphiné libéré, Dernières Nouvelles d'Alsace, L'Est républicain, Le Maine libre, Le Méridional, Nord Éclair, La Presse de la Manche ou encore L'Yonne républicaine. En Belgique, l'aventure est diffusée dans La Cité, Le Rappel et Junior (Chez nous).

#### Dans la presse non francophone
Tintin au Tibet bénéficie également de traductions dans les différentes versions de l'hebdomadaire Tintin à l'étranger. Au Portugal, elle est éditée par Livraria Bertrand et Editorial Ibis, et publie l'aventure du 31 mai au 22 novembre 1969 sous le titre Tintin no Tibete. En Grèce, Tintin au Tibet est la première aventure diffusée dans l'édition locale du magazine, Tenten, entre 1968 et 1969, puis c'est le cas en Égypte entre 1978 et 1979, bien que le mensuel Samir, édité par la société Dar-Hilal, en avait déjà assuré l'une des premières diffusions à l'étranger entre le 5 juillet et le 13 décembre 1964.
L'aventure est sérialisée dans plusieurs titres de presse à travers le monde. En Belgique, l'hebdomadaire belge néerlandophone Ons Volkske en publie une traduction sous le titre Kuifje in Tibet entre 1960 et 1961, reprenant ainsi la version parue entre 1959 et 1961 aux Pays-Bas dans l'hebdomadaire Katholieke Illustratie. Le quotidien néerlandais De Tijd en assure quant à lui la diffusion entre le 1er mars et le 30 juillet 1962, tandis que Leidsch Dagblad profite de l'exposition « Naar Tibet met Kuifje », qui se tient au Musée d'ethnologie de Leyde de septembre 1997 à août 1998, pour accueillir le feuilleton du 3 janvier au 1er août 1998. Au Royaume-Uni, c'est le Daily Mail qui publie Tintin in Tibet entre le 16 décembre 1961 et le 6 mai 1962. En Allemagne, le récit paraît dans les quotidiens Berliner Morgenpost du 16 août 1964 au 14 novembre 1965 et Hamburger Abendblatt du 20 avril 1963 au 13 juin 1964, mais elle est également reprise en 1978 dans Fix und Foxi. En Italie, c'est l'hebdomadaire Vitt qui obtient les droits de diffusion du récit, publié du 8 mai au 25 septembre 1969, tandis qu'en Irlande, Tintin au Tibet fait l'objet d'une publication dans The Irish Times entre le 28 mars et le 15 août 1962. L'aventure paraît également dans plusieurs quotidiens danois, suédois et turcs.
Au Brésil, la revue O Estado de S. Paulo diffuse l'aventure du 28 janvier 1968 au 18 mai 1969 sous le titre Tintin no Tibet. Aux États-Unis, la revue mensuelle Children's Digest la publie de janvier à décembre 1971 d'après la traduction opérée par l'éditeur britannique Methuen. En Australie, le quotidien The Canberra Times publie l'aventure du 4 mai au 18 septembre 1970. Le récit est également diffusé dans la revue thaïlandaise Viratham du 2 juin 1968 au 29 avril 1969, la revue koweïtienne Saad en 1972 et la revue argentine Billiken du 25 juin 1973 au 21 janvier 1974 sous le titre Peligro en el Tibet.

#### Traductions de l'album
L'album est traduit dans plusieurs langues étrangères, tout d'abord en anglais aux éditions Methuen en 1962 et en espagnol chez Juventud la même année, puis en allemand en 1963 chez Casterman. D'autres langues suivant, comme l'arabe en 1979, le japonais en 1983, le coréen en 1989, le suédois en 1991, le danois en 1994, l'espéranto en 2006, le mongol la même année, ou encore l'hindi en 2015. Certaines traductions ont été réalisées sans l'aval de Moulinsart, comme une édition pirate en thaï en 1987. Enfin, l'album a été traduit en tibétain en 1994.
En 1976, l'éditeur Serapis obtient les droits pour une édition en grec mais ne les paie pas. Le contrat est suspendu et seuls 500 exemplaires de cette adaptation sont diffusés, ce qui en fait l'une des éditions les plus rares de la série.

### Polémique autour de la traduction chinoise
|                                                             |  |  |
| Titre de la traduction chinoise, avant et après correction. |  |  |

En 2001, l'éditeur chinois de l'album, China Children Publishing House, après un accord avec l'éditeur belge Casterman, publie une traduction depuis l'anglais de tous les albums de la collection. Les formats, papiers et dessins des 10 000 exemplaires sont identiques à ceux de langue française et ne diffèrent que par les couvertures souples et plastifiées, mais cette aventure est cependant renommée « Tintin au Tibet chinois ». L'anomalie est relevée par un journaliste belge lisant le mandarin, et rendue publique lors de la présentation officielle de la version chinoise. La famille d'Hergé, informée de cette situation, manifeste son opposition en menaçant de cesser toute collaboration avec l'éditeur, arguant que cette transformation du titre dénature l'œuvre. Probablement à la demande des autorités chinoises, l'éditeur refuse de réimprimer l'album sous son titre original et celui-ci disparaît donc de la collection, à la demande de Casterman. Tintin au Tibet réapparaît finalement sous son titre original l'année suivante, après qu'un accord a été trouvé,.

## Analyse

### Place de l'album dans la série

#### Une œuvre majeure de l'histoire de la bande dessinée

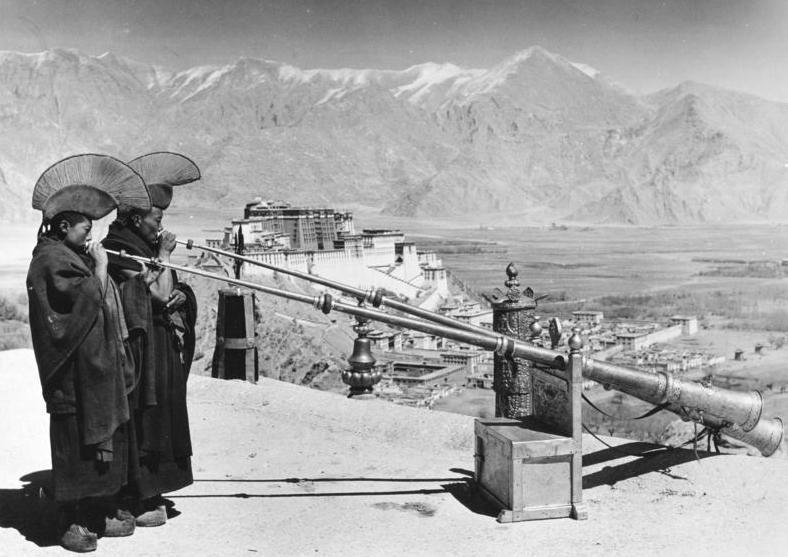
Moines tibétains, en 1938.

Spécialiste de l'œuvre d'Hergé, Benoît Peeters relève que Tintin au Tibet est l'album de bande dessinée qui a suscité le plus grand nombre d'études, tous auteurs confondus, ce qui témoigne de la place prépondérante qu'il occupe dans l'histoire de la bande dessinée, et plus encore dans la série des Tintin. Peeters le considère comme l'un des deux livres « pivots » de la série, aux côtés du Lotus bleu, en particulier pour sa « trajectoire dépouillée, sa limpidité archétypale ». Il précise que la présence poignante de Tchang dans ces deux albums, ainsi que la représentation d'un yéti plus humain que jamais, font de Tintin au Tibet « le livre le plus émouvant de l'histoire de la bande dessinée », avant la parution de Maus d'Art Spiegelman.
Franck Thibault considère que Tintin au Tibet annonce « la bande dessinée post-apocalyptique d'hiver » car c'est à une sorte de fin du monde que sont confrontés Tintin et le capitaine Haddock quand ils se rendent sur les lieux de la catastrophe : « or, face à cet anéantissement annoncé dès les premières pages de l'album, le récit d'Hergé se déploie au fil d'une exploration qui ne cesse d'être abandonnée, déviée, empêchée, et reprise afin de mettre un terme au néant et revenir vers la vie, comme si la fin de l'Histoire constituait le moteur de l'histoire ».

#### Un album spirituel et intime

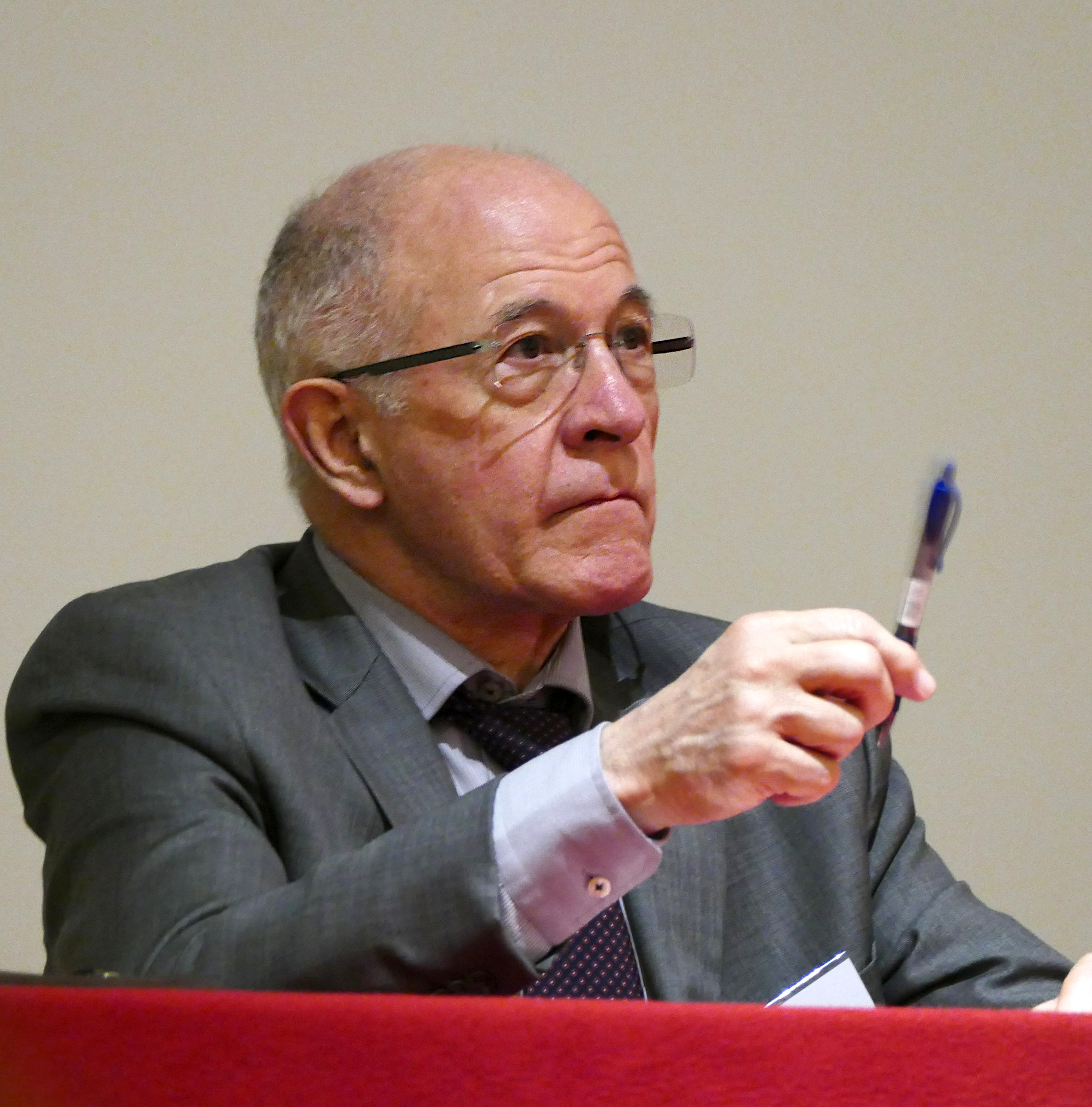
Rémi Brague décrit Tintin au Tibet comme un classique de l'œuvre d'Hergé.

Le philosophe Rémi Brague décrit Tintin au Tibet comme appartenant au « classicisme » d'Hergé. Il considère que cet album, tout comme L'Affaire Tournesol, Coke en stock et Les Bijoux de la Castafiore, tous écrits entre 1956 et 1963, sont au dessinateur « ce que Le Cid, Horace, Cinna, Polyeucte, entre 1637 et 1642, furent à Corneille ».
Sur un autre plan, ce récit apparaît comme l'album le plus personnel d'Hergé, qui en fait d'ailleurs son aventure préférée, la considérant comme « une sorte de chant dédié à l'Amitié ». Au moment où il commence à dessiner cette aventure, Hergé est en proie au doute, enfermé dans un profond syndrome dépressif, crise morale qui affecte durablement son travail. L'achèvement du récit semble agir sur lui comme une thérapie, aussi Pierre Assouline affirme : « rarement Hergé s'est autant projeté dans une de ses bandes dessinées ». Il considère l'album comme « un instantané autobiographique du créateur au tournant de son existence ». Plusieurs éléments du scénario font directement écho à la situation personnelle d'Hergé. À titre d'exemple, Benoît Peeters fait un parallèle entre la scène finale, qui montre le yéti abandonné à son chagrin et à sa solitude, et la séparation en train de se produire entre l'auteur et sa femme Germaine. À travers cette aventure, que l'écrivain Pierre Sterckx voit comme « une anabase vers la lumière du blanc pur », le dessinateur accède à la sérénité : « Hergé commence […] une nouvelle vie, faite d'alliances entre l'idéal et l'existence ».
Si Tintin au Tibet diffère des autres aventures, c'est parce qu'il s'agit pour le héros de mener une quête spirituelle et non pas de conduire une enquête policière. Les armes à feu sont absentes du récit, et comme l'explique Pierre Assouline, « le seul conflit oppose l'Homme à la nature quand elle se montre hostile ». Pour l'essayiste Jean-Marie Apostolidès, l'aventure est avant tout le récit d'une « expérience mystique » pour lequel Hergé abandonne le ton romanesque au profit d'un style proche de l'épopée. Il reconnaît notamment dans le discours du Grand Précieux, qui honore le courage des héros, des expressions proches de celles formulées par Homère dans l'Iliade. Le critique littéraire Eudes Girard salue lui aussi le côté apolitique de l'album et insiste sur sa « dimension philosophique et spirituelle inégalée dans les autres albums de la série ».

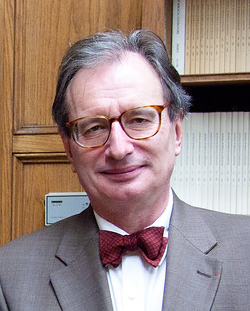
Jean-Luc Marion relève la portée éthique de l'album.

Le philosophe Jean-Luc Marion, qui reconnaît dans cette aventure l'influence du christianisme et de l'éducation catholique qu'a reçue Hergé, considère que Tintin au Tibet marque avant tout « la prééminence définitive de l'éthique », l'auteur arrivant au terme d'un questionnement qui transparaît tout au long de la série. Le philosophe mentionne que « toute l'aventure tourne autour de l'appel d'un nom, […] autrement dit, du phénomène originel où se dévoile la relation interpersonnelle et éthique ».

#### Style graphique

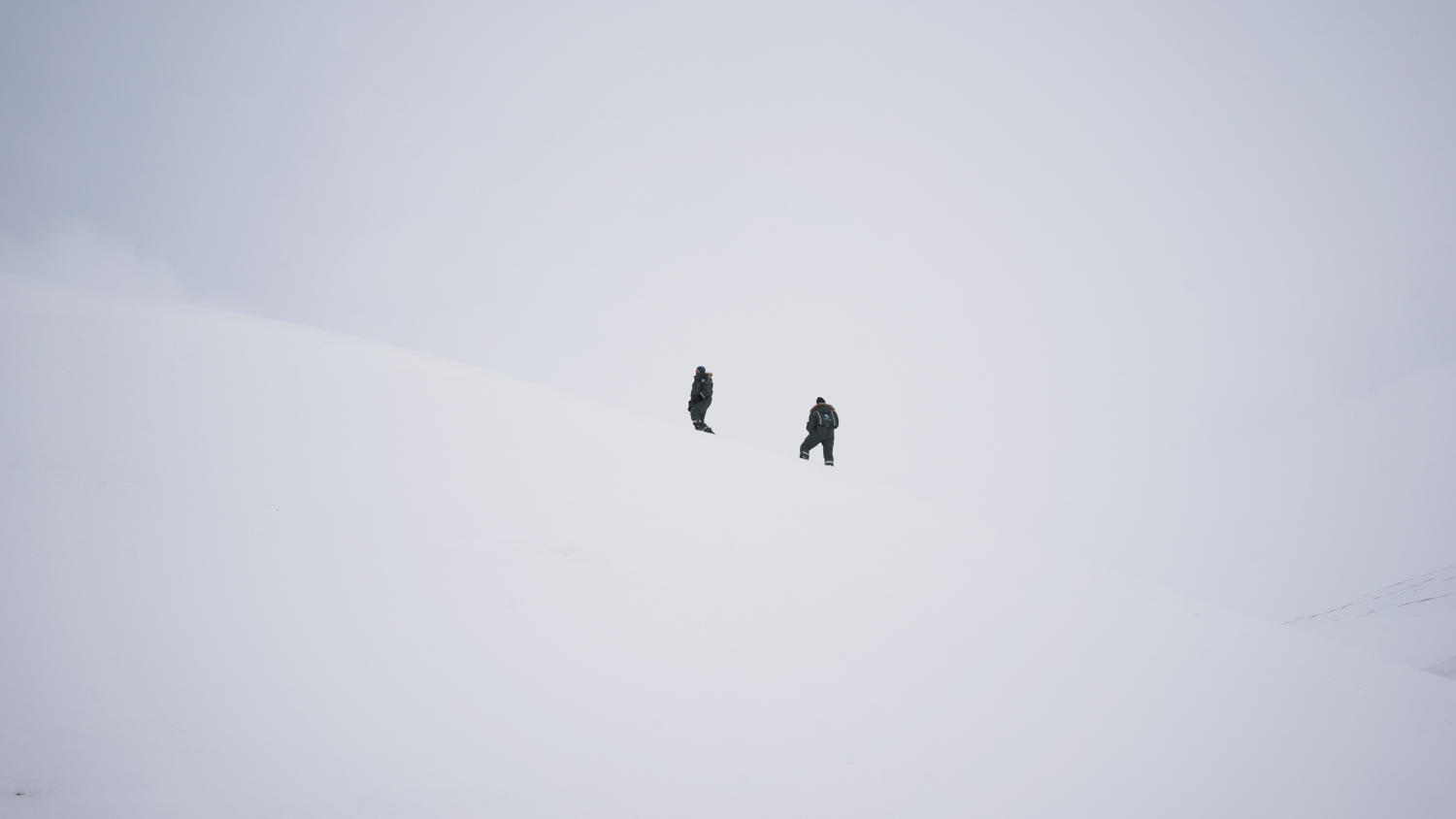
La blancheur des neiges éternelles (ici au Svalbard) imprègne tout l'album.

Tintin au Tibet se démarque des autres aventures par la prédominance du blanc dans le dessin, du fait qu'une grande partie de l'intrigue se déroule au milieu des neiges éternelles de l'Himalaya. Ces immensités blanches, telles qu'elles sont présentées par Hergé, se rapprochent du vide et renforcent l'impression d'égarement des héros, ainsi que le montrent trois vignettes de la planche 35 qui fragmentent un même décor en trois cases juxtaposées dans lesquelles les personnages semblent insignifiants. L'omniprésence de la neige et, partant, de la couleur blanche, entraîne en quelque sorte la disparition du dessin lui-même. C'est notamment le cas quand Tintin disparaît au cours de la tempête de neige, ou dans la grande vignette centrale de la planche 28 qui montre la carcasse de l'avion : couleurs et dessins semblent disparaître comme avalés par la neige.
Par contraste avec cette blancheur immaculée figure l'immense case qui occupe la deuxième moitié de la deuxième planche : endormi dans le salon de l'hôtel des Sommets pendant qu'il joue aux échecs avec le capitaine Haddock, Tintin pousse un cri après avoir rêvé de son ami. Cette image, inspirée des Intérieurs hollandais de Joan Miró, contient « une foule de détails amusants et d'incidents catastrophiques », de sorte que « l'image linéaire devient une image réticulaire », selon l'analyse de Pierre Sterckx.
D'un album à l'autre dans la série, certaines cases reprennent le même motif, apportant à l'œuvre dans son ensemble une certaine continuité. Ces cases peuvent ainsi être considérées comme des « images recyclées ». À titre d'exemple, le sémiologue Pierre Fresnault-Deruelle rapproche une des vignettes de cette aventure d'une autre figurant dans Objectif Lune. Dans la quatrième case de la 42e planche de Tintin au Tibet, le yéti est recouvert par la tente de Tintin et ses compagnons qui vient de s'envoler. La créature, dont on ne voit que les pieds, avance dans la neige telle un fantôme, levant les bras de colère. En ce sens, elle rappelle la dernière case de la onzième planche d'Objectif Lune, qui montre le capitaine Haddock dans la même position, surgissant de la fumée et recouvert de mousse après que les pompiers l'ont aspergé pour éteindre l'incendie qui s'était malencontreusement déclaré dans sa chambre. La symétrie entre les deux images est quasi parfaite. Par ailleurs, le graphisme de certaines vignettes semble masquer ce que le critique d'art Pierre Sterckx nomme des interférences sémiotiques. Ainsi, comme l'a remarqué l'universitaire Jean-Marie Floch, le dessin de la coiffure d'un moine tibétain, vu de dos dans l'avant-dernière planche (case C2), reprend exactement la même forme que la découpe de l'entrée de la grotte dans laquelle Tintin retrouve Tchang quelques planches plus tôt (planche 55, case D2).
Sur un autre plan, Hergé déjoue la « fixité de l'image » par un certain nombre de procédés. Ainsi, après que Milou a bu le whisky qui s'échappe d'une bouteille brisée dans le sac du capitaine, le dessinateur le représente face à son maître et au capitaine qui apparaissent dédoublés. La répétition du motif, tout en donnant une impression de mouvement à l'image, montre l'ivresse du chien. De même, Hergé parvient à suggérer la distinction entre êtres animés et objets inanimés dans ses cases, comme lorsque le capitaine se retrouve face à des statues effrayantes à son réveil dans le monastère tibétain.

#### Évolution des personnages

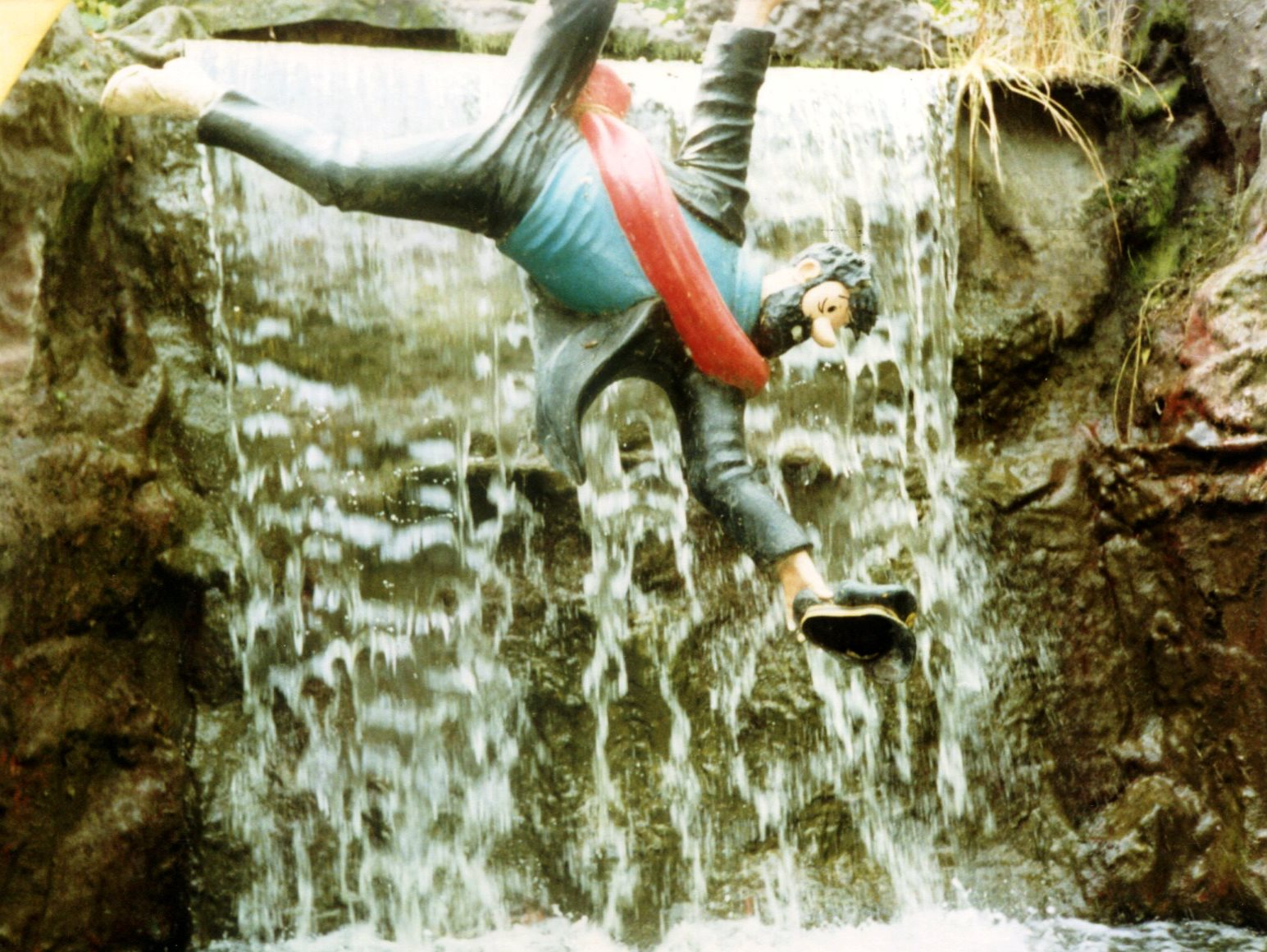
Statue de Haddock au parc Walibi Belgium, en 1992.

Hergé introduit des éléments de cohérence entre ses albums afin de donner à son œuvre une « apparence massive, compacte et cohérente ». De fait, il utilise le même procédé que les grands auteurs du XIXe siècle, comme Honoré de Balzac et sa Comédie humaine, en convoquant dans chaque nouvelle aventure des personnages issus de précédentes histoires. C'est le cas du personnage de Tchang Tchong-Jen, inspiré par le sculpteur et ami d'Hergé Zhang Chongren et apparu dans Le Lotus bleu. Cette première rencontre avec Tintin, qui avait scellé leur amitié, devient le moteur de cette nouvelle aventure : c'est par fidélité à son ami Tchang que Tintin est prêt à braver tous les dangers pour lui porter secours.
Selon l'essayiste Jean-Marie Apostolidès, Tintin retrouve dans cette aventure le rang qui était le sien dans les premiers albums de la série. Son nom figure sur la couverture et il est de nouveau la vedette de l'aventure en apparaissant à chaque page et en conduisant l'action. Il n'est pourtant pas le héros tout-puissant et religieux qu'il était dans les premiers épisodes car il a désormais conscience de ses limites, malgré la foi qu'il accorde à son rêve.
De son côté, dès les premières planches, le capitaine Haddock, montre un visage peu enclin à l'aventure, d'abord par son refus d'accompagner Tintin lors de ses randonnées en montagne, puis quand il tente de le dissuader de partir à la recherche de Tchang. Ce thème de la résistance à l'aventure du capitaine apparaît dès L'Affaire Tournesol avant d'être décliné dans les histoires suivantes, dont celle du Tibet. Mais cette résistance finit toujours par être vaincue par l'enthousiasme de Tintin qui finit par entraîner le capitaine avec lui. L'épisode dans lequel le capitaine est suspendu dans le vide et seulement relié à Tintin par une corde illustre la profonde amitié qui les lie : la corde pénètre dans leur chair et ni l'un ni l'autre ne peuvent s'en délivrer, même si Haddock est d'abord résolu à mourir seul avant l'intervention de Tharkey.
Le professeur Tournesol fait preuve d'une extrême sévérité à l'égard de Tintin. Sa surdité et son éternelle distraction ne lui permettent pas de saisir la tournure dramatique des évènements quand Tintin reçoit la lettre de Tchang après avoir appris la nouvelle de l'accident d'avion. Il le rabroue sévèrement et l'accuse d'avoir bu trop de champagne. Hergé exclut cependant le professeur de la suite de l'aventure car « il est trop marqué par la technique contemporaine et [il] ne saurait d'une façon crédible diriger l'expédition himalayenne », d'après l'analyse de Jean-Marie Aposotolidès. Dès lors, le sherpa Tharkey apparaît comme un Tournesol de substitution. De la même manière que le professeur est à la pointe du savoir dans le domaine scientifique, Tharkey l'est dans le domaine de l'alpinisme et est considéré comme le meilleur sherpa de la région. C'est lui qui initie le capitaine et Tintin aux mystères et aux dangers de la montagne et les sauve à plusieurs reprises d'une mort certaine.
Pour Tchang, l'histoire se répète : dans Le Lotus bleu comme dans Tintin au Tibet, les éléments déchaînés provoquent une catastrophe et mettent en danger sa vie. Lors de sa première rencontre avec Tintin, l'inondation du fleuve Yang-Tsé-Kiang entraîne la rupture de la ligne de chemin de fer reliant Shanghai à Hou-Kou, le précipitant dans les flots desquels Tintin le sauve de la noyade. Dans cette nouvelle aventure, ce sont les neiges himalayennes qui menacent de l'engloutir.

#### Références aux autres albums

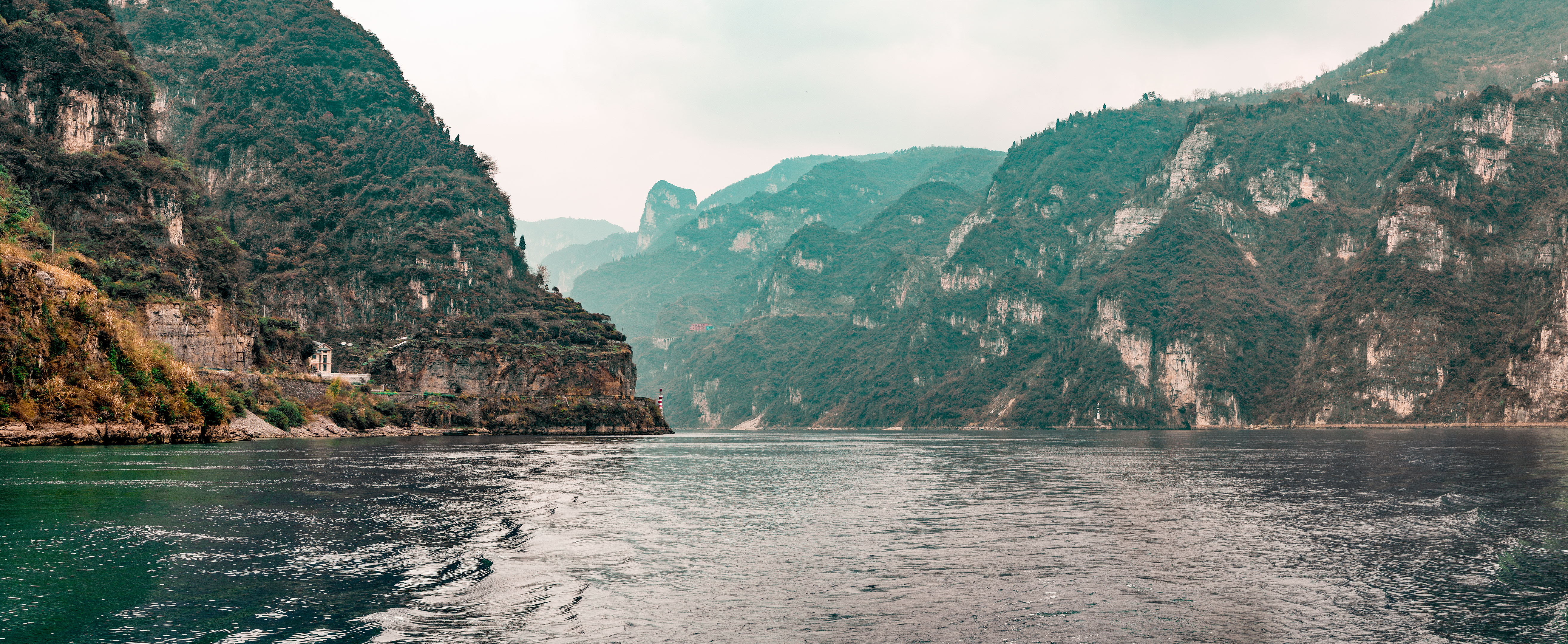
Le fleuve Yang-Tsé-Kiang.

#### Abondance de phénomènes surnaturels

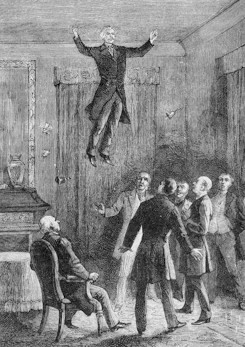
Le phénomène de lévitation inspire Hergé.

#### Rêve ou cauchemar ?

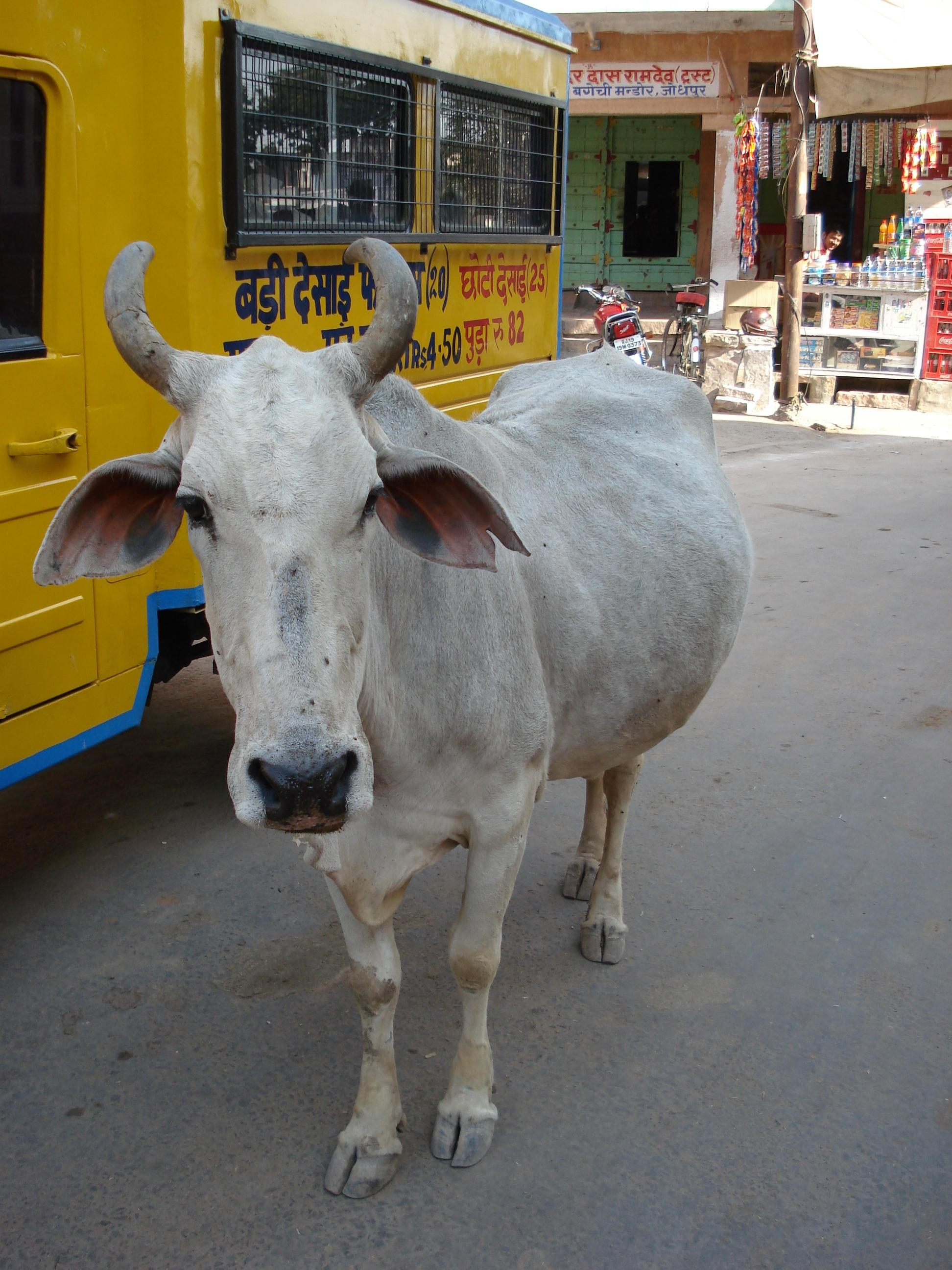
Une vache sacrée tourmente le capitaine.

#### Tintin, un personnage en quête du Bien

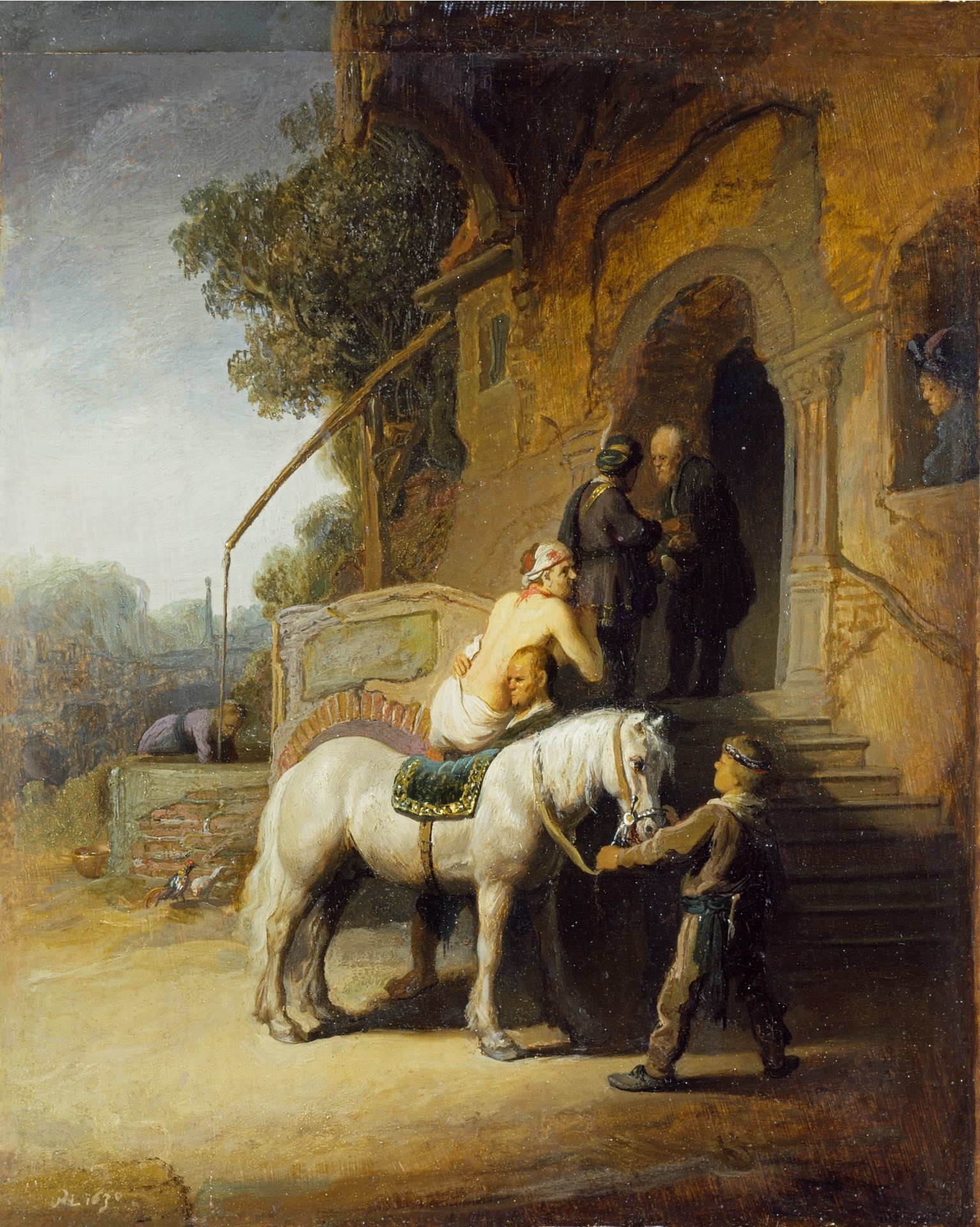
L'album peut être lu comme une allégorie du Bon Samaritain, ici peint par Rembrandt au XVIIe siècle.

#### L'influence des vertus chrétiennes

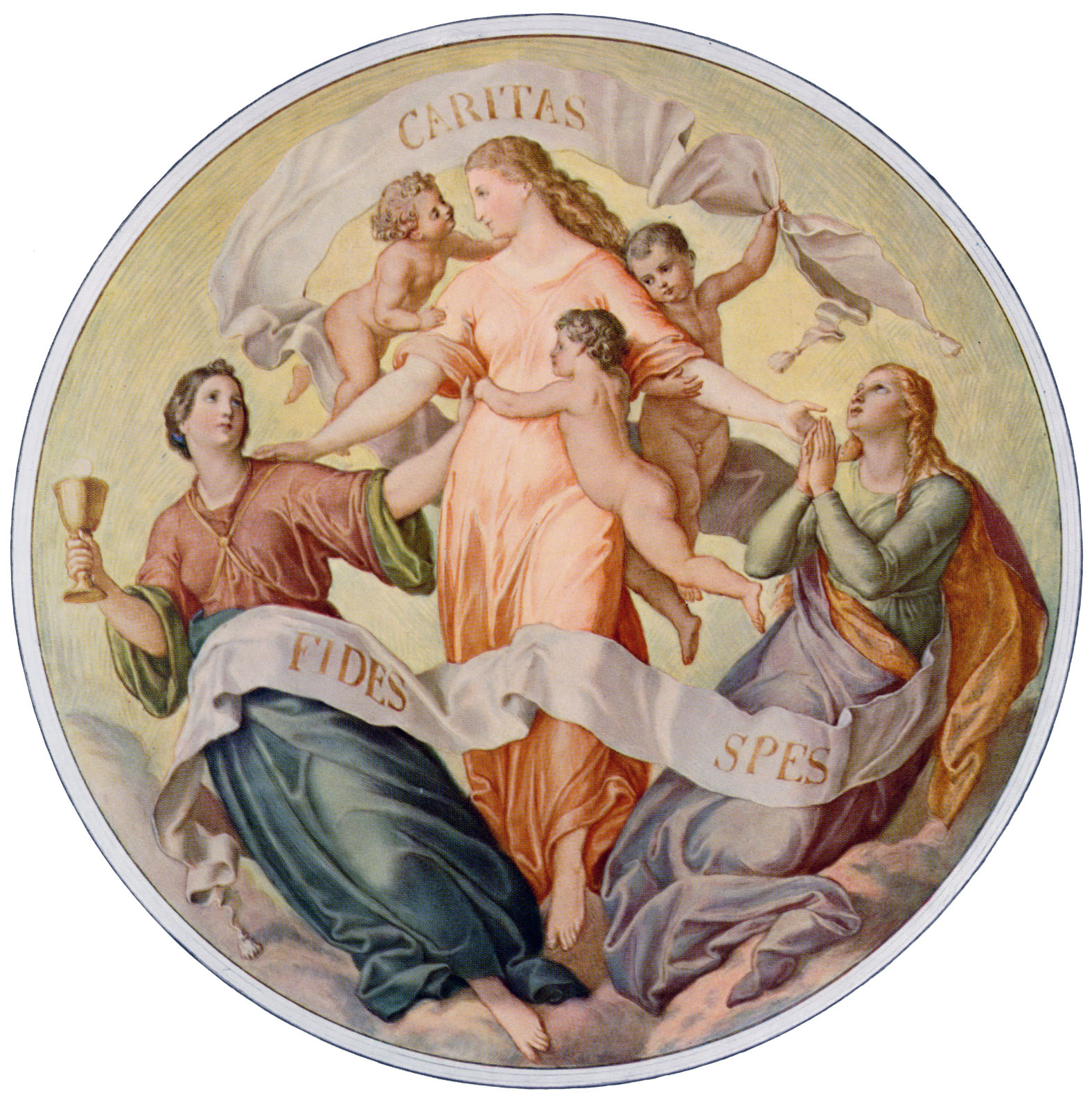
Les personnages de l'album peuvent être vus comme des allégories de la foi, la charité et l'espérance, trois vertus théologales chrétiennes.

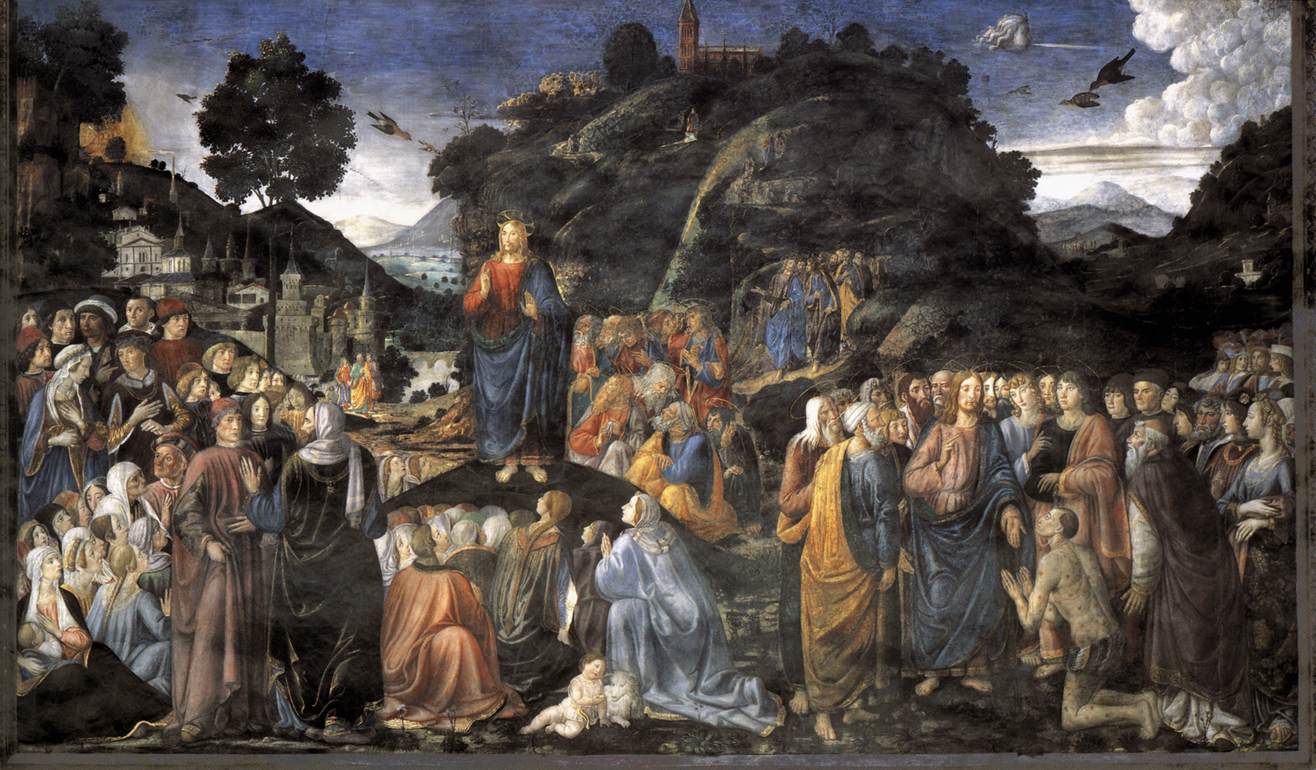
Le Sermon sur la montagne, par Cosimo Rosselli, dans la chapelle Sixtine.

#### Différents degrés d'interprétation

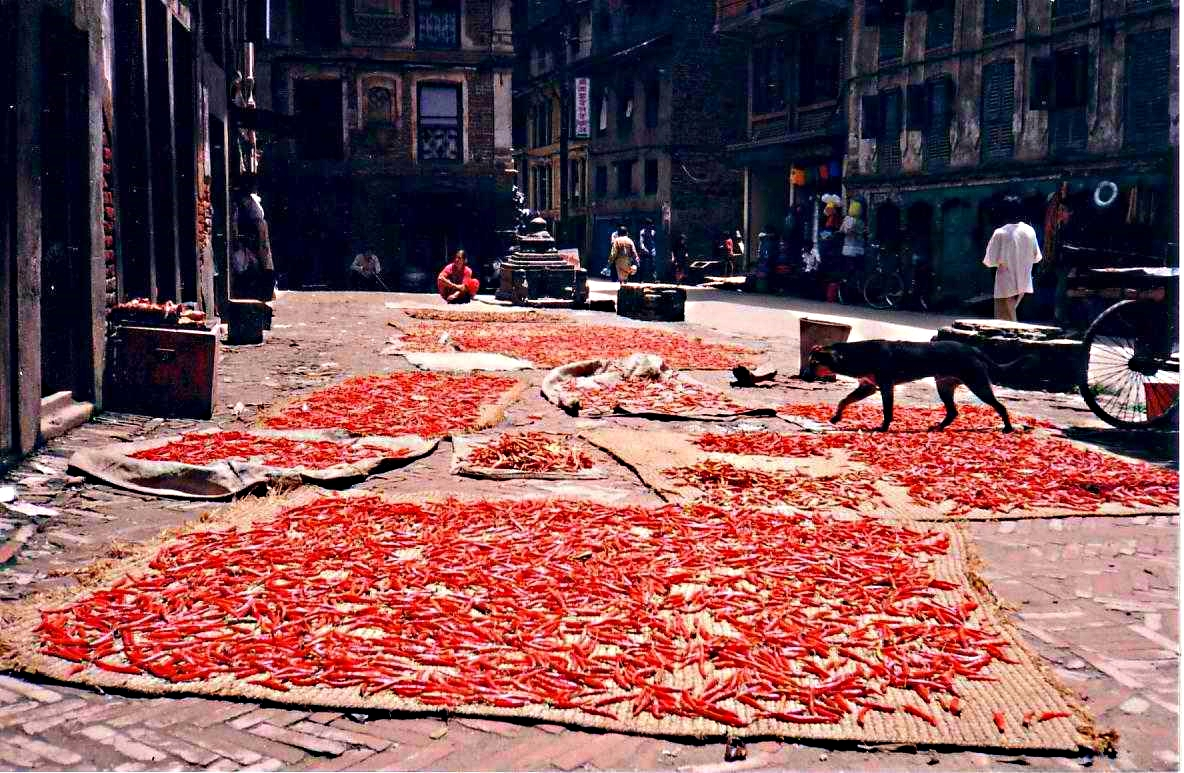
Piments séchant dans les rues de Katmandou, en 2005.

#### Omniprésence de la nourriture et de la boisson

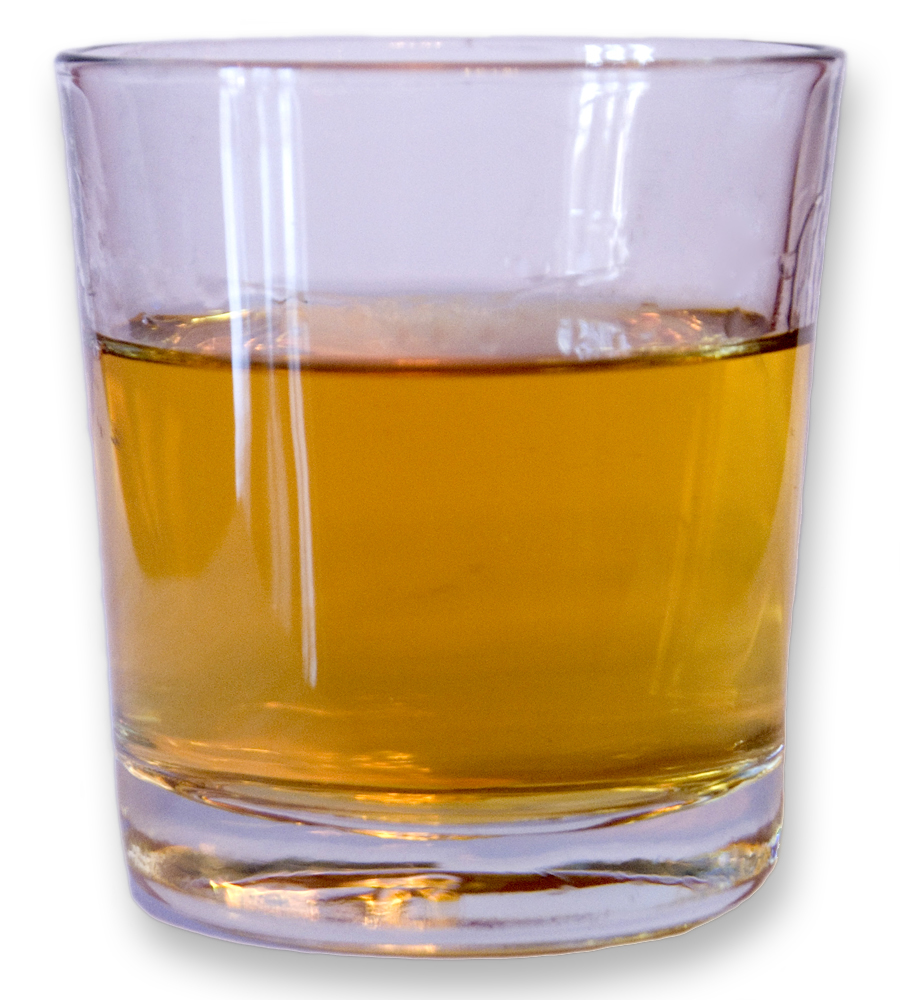
Un verre de whisky, la boisson favorite du capitaine.

### Adaptations

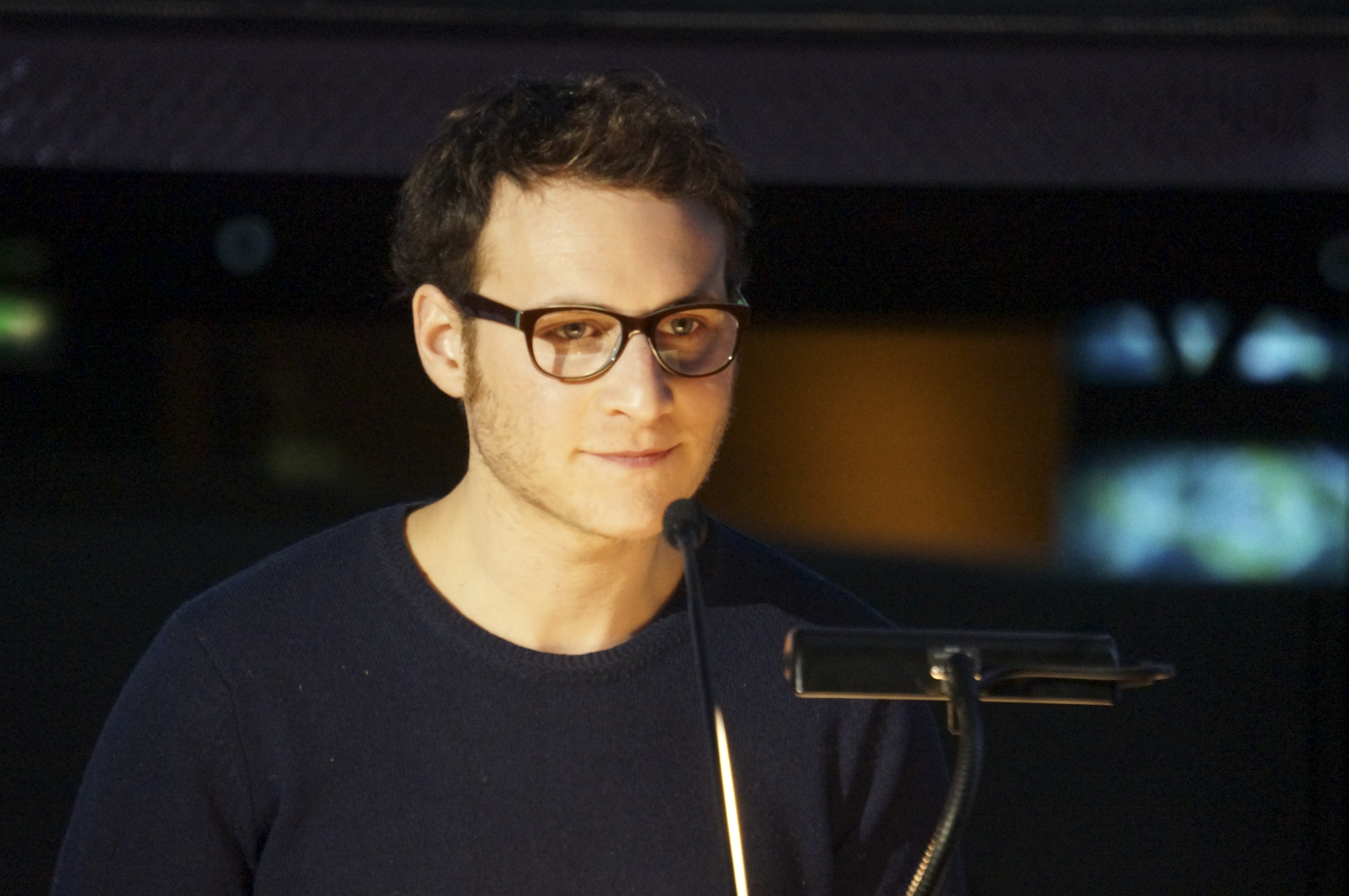
Noam Morgensztern interprète Tintin dans une adaptation radiophonique pour France Culture en 2020.

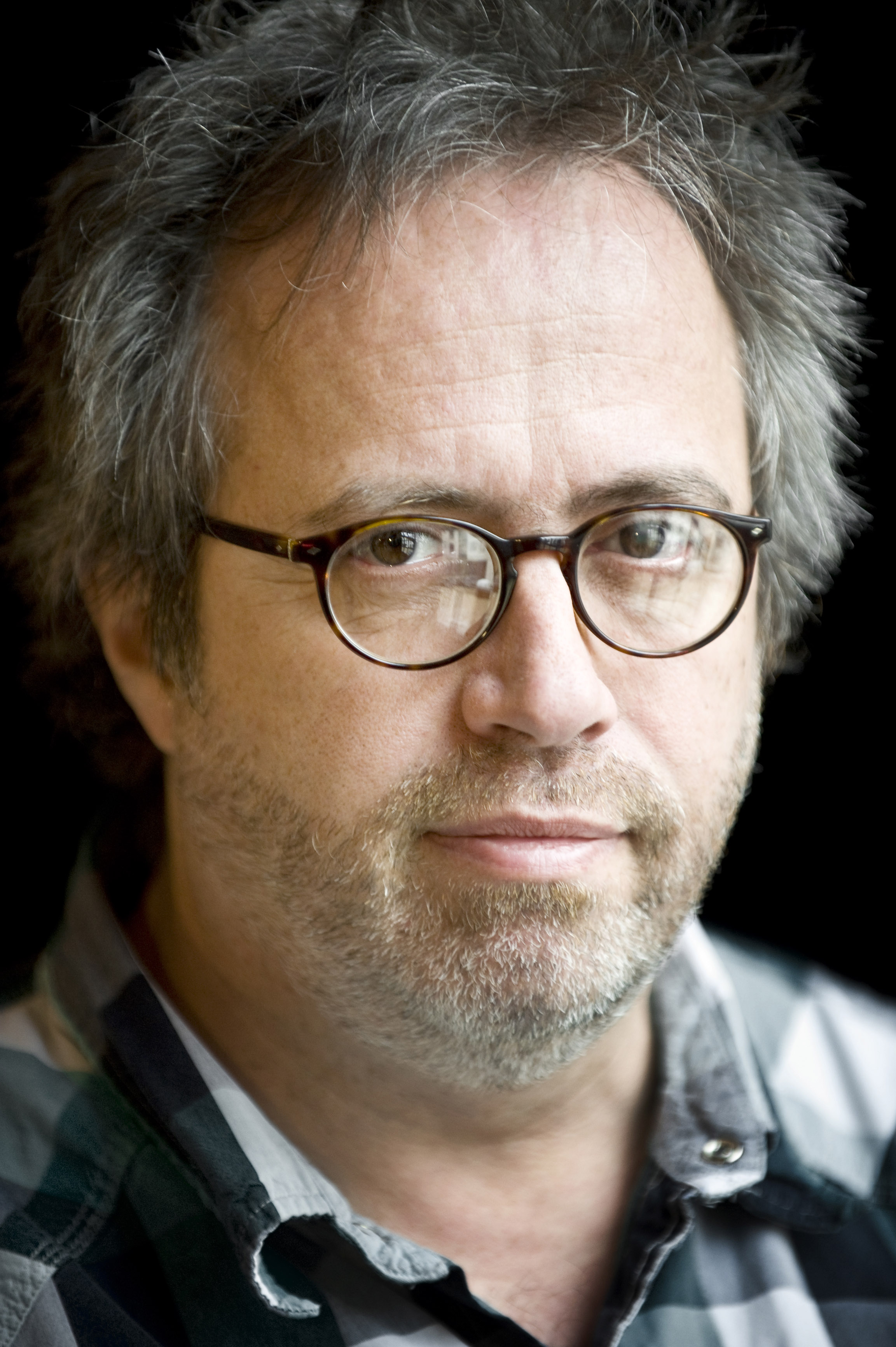
Jaco Van Dormael envisage de porter Tintin au Tibet à l'écran mais le projet est abandonné.

### Une œuvre apolitique devenue emblématique

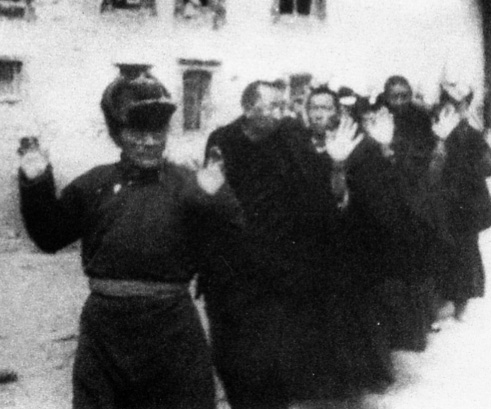
« Reddition de Tsarong Dzasa et de moines », en 1959, scène extraite d'un film de propagande chinois.

### Récompenses

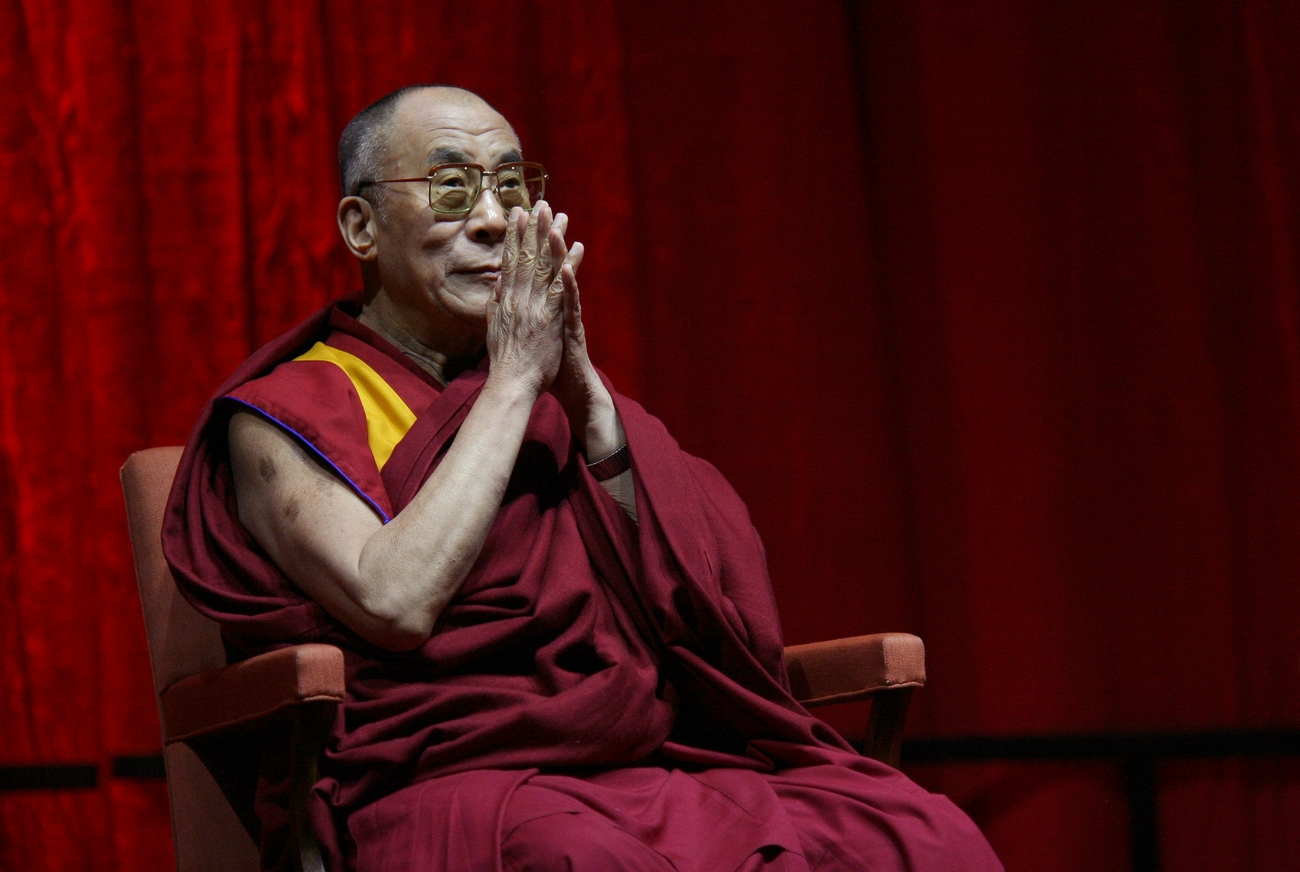
Le dalaï-lama, lors de sa visite en Belgique en juin 2006.

### Autour de l'album

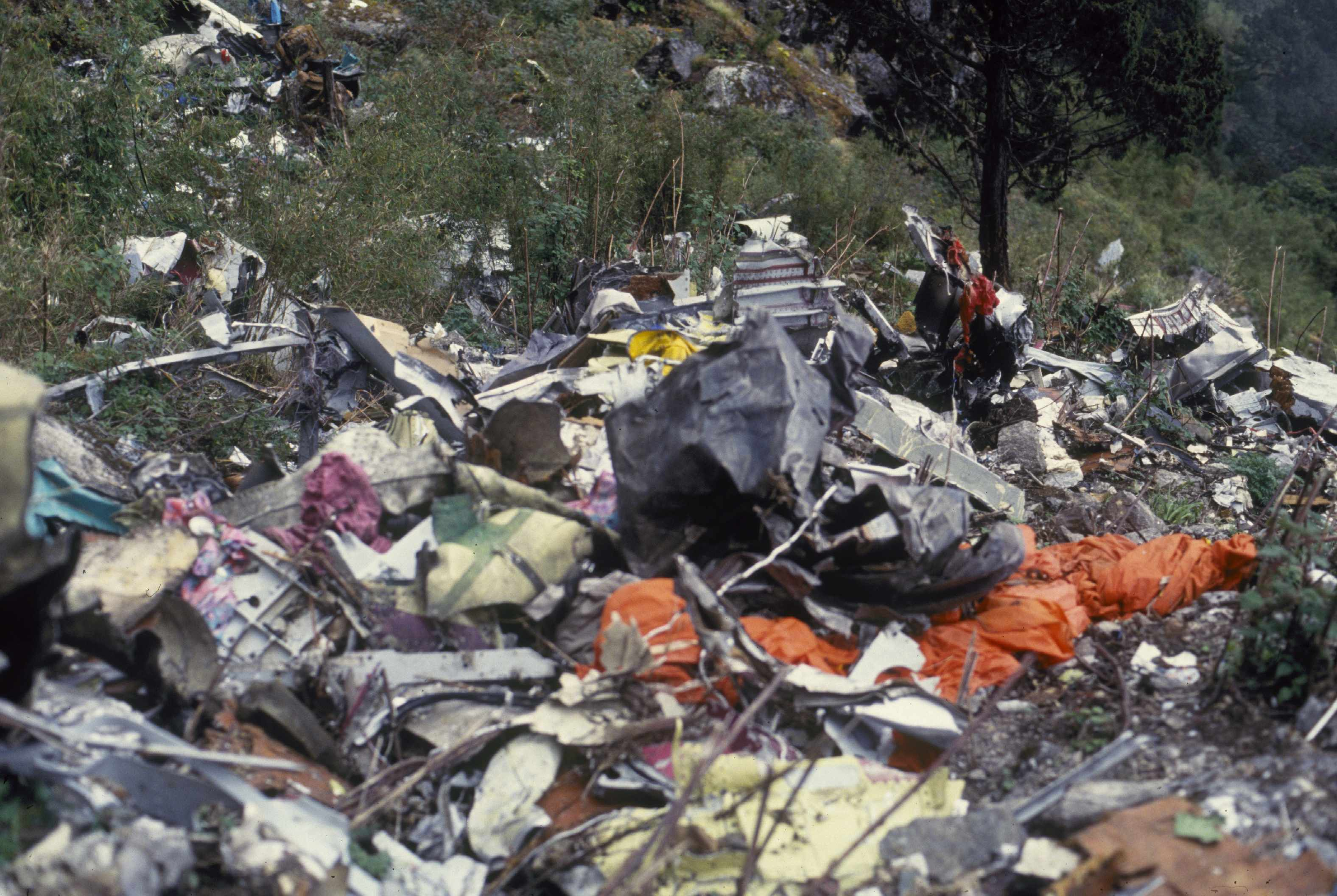
Des débris du vol 311 de la Thai Airways International, photographiés en 1992.